# Троице-Сергиева лавра
Тро́ице-Се́ргиева ла́вра (в церковной литературе обычно Свя́то-Тро́ицкая Сергиева лавра) — крупнейший мужской монастырь Русской православной церкви с многовековой историей. Расположен в центре города Сергиева Посада Московской области, на реке Кончуре́. Имеет статус ставропигиального. Крупнейший центр образовательной и издательской деятельности Русской православной церкви. Место нахождения Московской духовной академии. В Свято-Троицком соборе лавры находятся мощи основателя монастыря, преподобного Сергия Радонежского.
Датой основания Свято-Троицкой пустыни принято считать поселение преподобного Сергия на холме Маковец (70 км к северо-востоку от Москвы) в 1337 году. После нескольких лет одинокого подвижничества преподобного Сергия на Маковец пришли новые насельники, и пустынь превратилась в особножительный монастырь. Некоторые историки считают, что это произошло в начале 1340-х годов, а более точно — в 1342 году. Спустя 10—15 лет (по другим исследованиям, 20—30 лет) в монастыре Сергием был введён общежительный устав.
В Средние века монастырь играл заметную роль в политической жизни Северо-Восточной Руси; был опорой объединительной политики московских князей. Согласно принятой историографии, принимал участие в борьбе против монголо-татарского ига; противодействовал сторонникам правительств Лжедмитрия II, Лжедмитрия III, Семибоярщины, польско-литовским войскам в Смутное время (см. Троицкая осада, Второе ополчение), поддержал Петра I в противостоянии царевне Софье.
С 1688 года монастырь является ставропигиальным. 8 июля 1742 года указом императрицы Елизаветы Петровны монастырю присвоен статус и наименование лавры; 22 июня 1744 года последовал указ Святейшего синода архимандриту Арсению (Могилянскому) о именовании Троице-Сергиева монастыря лаврою. Была закрыта 20 апреля 1920 года декретом Совета народных комиссаров «Об обращении в музей историко-художественных ценностей Троице-Сергиевой Лавры»; возобновлена весной 1946 года.

## История монастыря до 1744 года

### Монастырь при Сергии Радонежском
В 1337 году Варфоломей (Сергий Радонежский) и его старший брат Стефан, инок хотьковского Покровского монастыря, поселились на холме Маковец, в десяти верстах от Хотькова. Это событие считается датой основания Троице-Сергиевой пустыни. Вскоре братьями был поставлен небольшой деревянный храм во имя Святой Троицы (был освящён в 1340 году). Первые монастырские сооружения — храм Святой Троицы и несколько келий — занимали лишь малую часть современной территории лавры, располагаясь в её юго-западном углу.

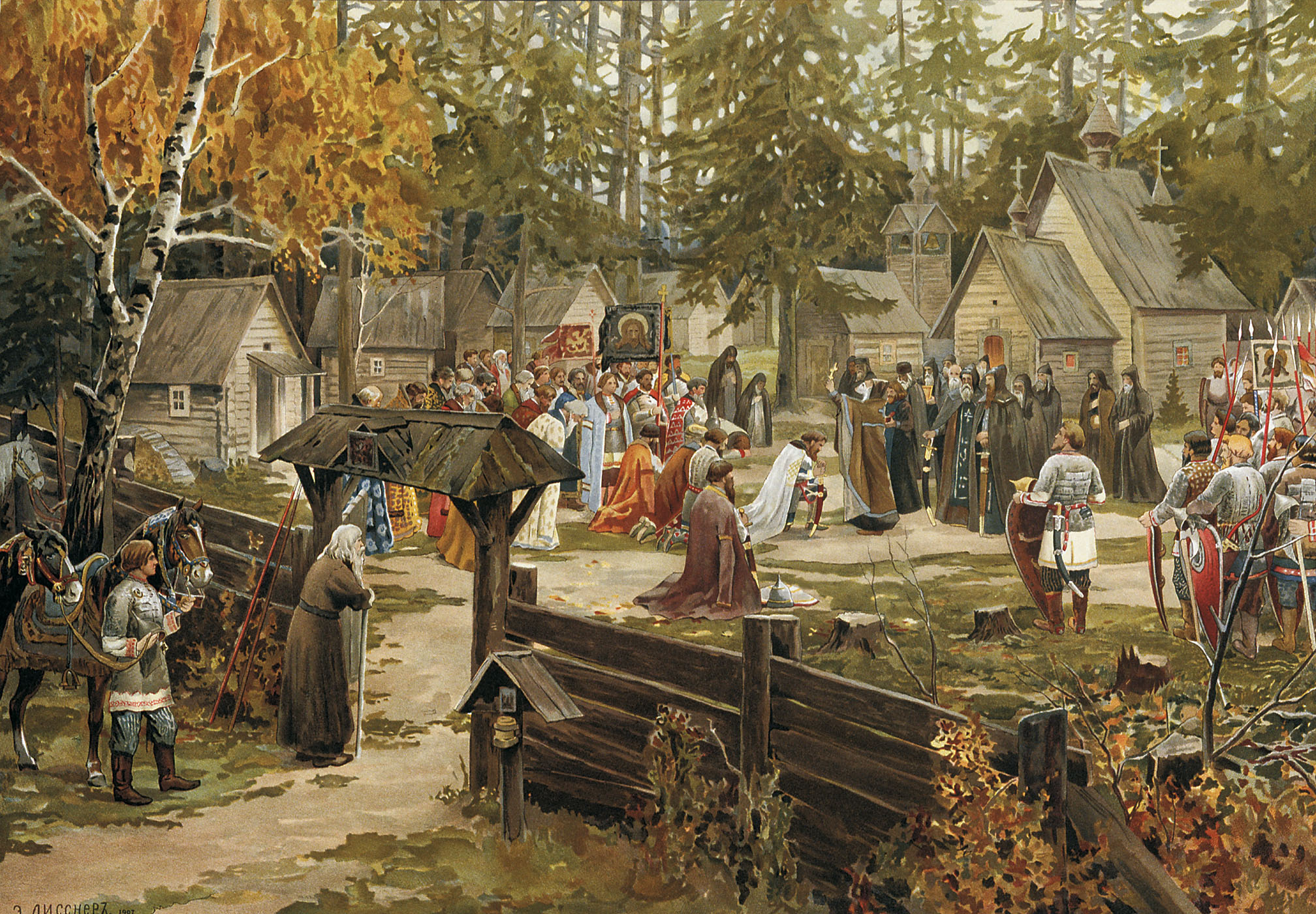
Эрнест Лисснер.
Сергий Радонежский благословляет Дмитрия Донского перед Куликовской битвой.

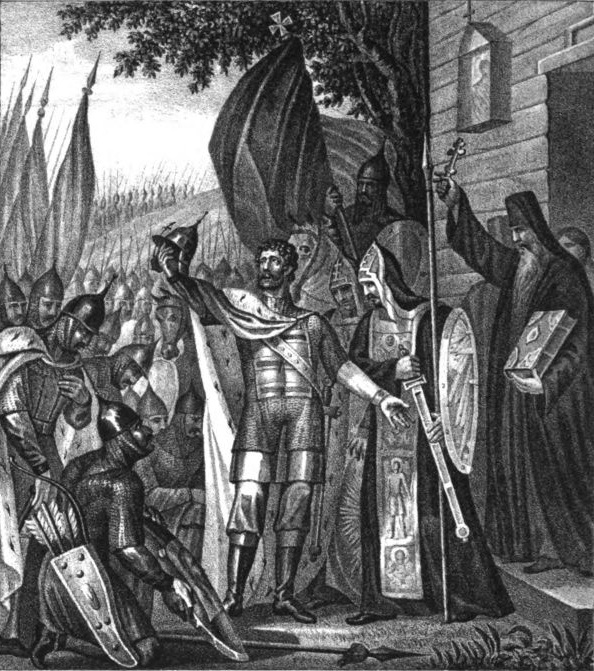
Гравюра Бориса Чорикова. Сергий Радонежский (справа, держа в левой руке Евангелие) крестом благословляет великого князя Дмитрия Донского перед Куликовской битвой

После ухода Стефана в Богоявленский монастырь в Москву преподобный Сергий несколько лет подвизался в одиночестве, но со временем вокруг его келии стали селиться и другие иноки. Около 1340 года пустынь превратилась в особножительный монастырь. Константинопольский патриарх Филофей в своё первое (1353—1354 годы) или второе (1364—1376 годы) патриаршество благословил преподобного Сергия ввести общежитийный устав. Территория монастыря была разделена на три части — жилую, общественную и оборонительную. В центре монастыря расположились новый деревянный храм Святой Троицы и трапезная, окружённые с четырёх сторон кельями; позади келий находились огороды и хозяйственные службы. Весь монастырь был обнесён деревянной оградой (тыном). Над воротами была устроена ещё одна деревянная церковь — во имя Димитрия Солунского. План монастыря, установленный тогда, в общих чертах дошёл до наших дней. Игуменом монастыря поначалу был Митрофан, постригший Варфоломея в монахи под именем Сергия. После смерти Митрофана игуменом монастыря стал преподобный Сергий Радонежский.
Вскоре Троицкий монастырь стал духовным центром русских земель, поддержкой московских князей. Здесь в 1380 году преподобный Сергий благословил войско князя Дмитрия Ивановича, отправлявшегося на сражение с Мамаем. 8 сентября 1380 года во время Куликовской битвы на поле боя в нарушение устава православного монашества по благословению преподобного Сергия вышли иноки-богатыри Троицкого монастыря — Пересвет и Ослябя. В 1392 году преподобный Сергий преставился и был похоронен в храме Святой Троицы; за полгода до своей кончины Сергий передал руководство монастырём своему любимому ученику Никону Радонежскому.

### Монастырь в XV—XVI веках. Первые каменные сооружения
В 1408 году монастырь был разграблен и сожжён правителем Золотой Орды Едигеем, но следующие 200 лет его истории прошли почти безоблачно. Троицкий монастырь отстраивался, развивался, стал одной из главных российских святынь. Монастырь на протяжении нескольких столетий являлся культурным и религиозным центром Российского государства. В обители составлялись летописи, переписывались рукописи, писались иконы; в XV веке здесь было создано «Житие преподобного Сергия Радонежского», один из крупнейших памятников старорусской литературы, ценнейший исторический документ.
В 1422 году на месте деревянной церкви (которая была перенесена восточнее) игуменом Никоном Радонежским было заложено первое каменное сооружение монастыря — Троицкий собор, построенный силами сербских монахов из Косово, нашедших прибежище в монастыре после битвы на Косовом Поле. При строительстве собора были обретены мощи преподобного Сергия Радонежского. В росписи храма участвовали выдающиеся иконописцы Андрей Рублёв и Даниил Чёрный, для иконостаса собора была написана знаменитая рублёвская «Троица». Троицкий собор почитался московскими князьями: здесь совершались молебны перед походами и по успешном окончании их (как, например, Василий III отметил здесь молебном успешный поход на Псков в 1510 году, а Иван IV Грозный совершил молебен в честь успешного взятия Казани в 1552 году), «крестоцелованием» скреплялись договоры, совершалось крещение наследников престола.
С Троицким монастырём связано одно из самых драматичных событий междоусобных войн в Московской Руси. В 1442 году в монастыре у гроба Сергия состоялось примирение Василия II c двоюродным братом Дмитрием Шемякой, которым закончились долгие годы междоусобицы. Однако спустя два года Дмитрий нарушил данную клятву; люди Шемяки схватили Василия, молившегося у гроба Сергия, и отправили под конвоем в Москву, где спустя два дня Василий был ослеплён и сослан в Углич. Духовенство Троицкого монастыря осудило действия Дмитрия Шемяки (первой в церковном осуждении Шемяки стоит подпись троицкого игумена Мартиниана), а освобождённый из заточения Василий II в 1450—1462 годах дал монастырю ряд жалованных грамот.
Троицкий собор долгое время оставался единственным каменным сооружением монастыря. В 1469 году под руководством московского зодчего Василия Ермолина на центральной площади была построена каменная трапезная. Это было двухэтажное здание, состоявшее из двух палат: «малой трапезы отцов» (трапезной для братии) на первом этаже и «царской палаты» на втором этаже. Тип одностолпной палаты, впервые применённый в Троицком монастыре, впоследствии был использован строителями Грановитой палаты в Москве, после чего получил широкое распространение. В XVIII веке на месте трапезной была построена современная колокольня. Близ трапезной по проекту Ермолина выстроили каменную поварню. В 1476 году около Троицкого собора псковскими мастерами была сооружена церковь Сошествия Святого Духа.
В 1530 году в Троицком соборе было совершено таинство крещения долгожданного сына князя Василия III, будущего царя Ивана IV Грозного. В 1547 году, едва в Москве окончились пышные празднования по случаю свадьбы Ивана IV, молодой царь с супругой отправился пешком в Троицкий монастырь, где провёл неделю, каждодневно молясь у гроба Сергия. Впоследствии царь часто бывал в монастыре, совершал молебны по случаю крупнейших побед русских войск; за время царствования Иван IV вложил в развитие монастыря не менее 25 тысяч рублей. При Иване Грозном была осуществлена перепланировка монастыря. Ещё с 1540-х годов велось возведение белокаменных стен вокруг монастыря. В 1550-е годы пояс стен в форме неправильного четырёхугольника протяжённостью около полутора километров был построен. Именно тогда монастырская территория приобрела существующие ныне размеры. Одновременно со строительством стен в трёх прилегающих к монастырю оврагах были устроены запруды, а с южной стороны был выкопан большой пруд. Троицкий монастырь превратился в мощную крепость. В 1561 году он получил статус архимандрии.
В 1559 году в присутствии царя был заложен новый большой собор, получивший название Успенского. Строительство храма растянулось на долгие годы; в 1564 году оно было прервано из-за крупного пожара, во время которого «выгорел Троицкий Сергиев монастырь, трапезы и казны монастырские в палатах, и колоколы многие разлилися и поварни все, и гостии двор, и служни дворы…». Освящение собора состоялось уже после смерти Ивана Грозного, в 1585 году, в присутствии нового царя Фёдора Иоанновича. После этого в 1585—1586 годах по велению царской четы проведены широкие художественные работы. Это было связано с тем, что у царя Фёдора Иоанновича и царицы Ирины Феодоровны Годуновой не было детей, хотя венчание состоялось в 1580 году. Это был не единичный случай — дорогими подарками были одарены знаменитые монастыри и храмы государства «в моление» о чадородии. В Успенском соборе устроен придел Феодора Стратилата и святой великомученицы Ирины, которые являлись тезоименитыми святыми царской четы.
К концу XVI века Троицкий монастырь стал крупнейшим монастырём России; в его собственности насчитывалось 2780 поселений, велась активная торговля — торговые суда монастыря ходили в зарубежные государства.

### Развитие монастыря с XVII века по начало XVIII века

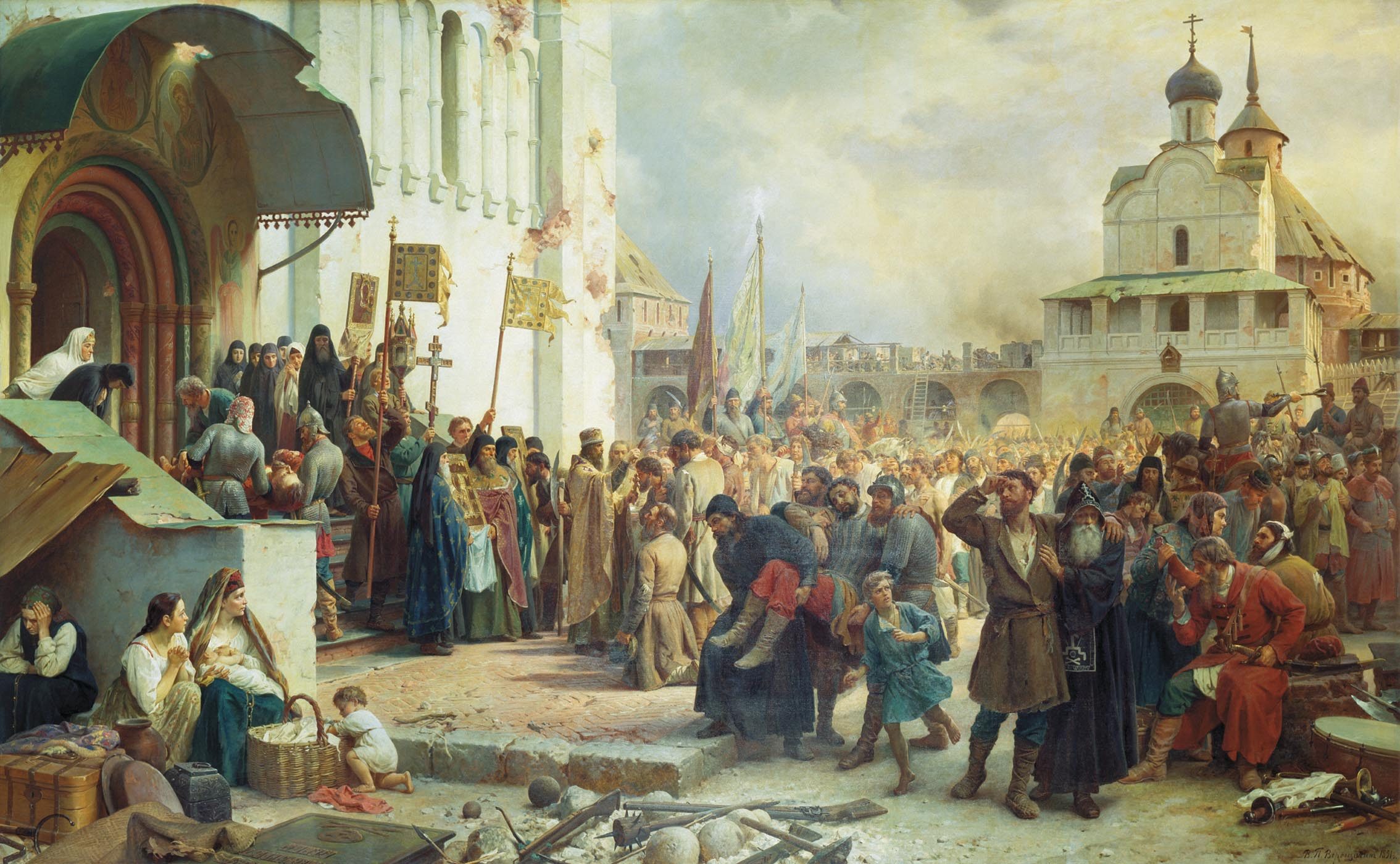
Василий Верещагин. «Осада Троице-Сергиевой лавры» (в 1608—1610 года), 1891 год.

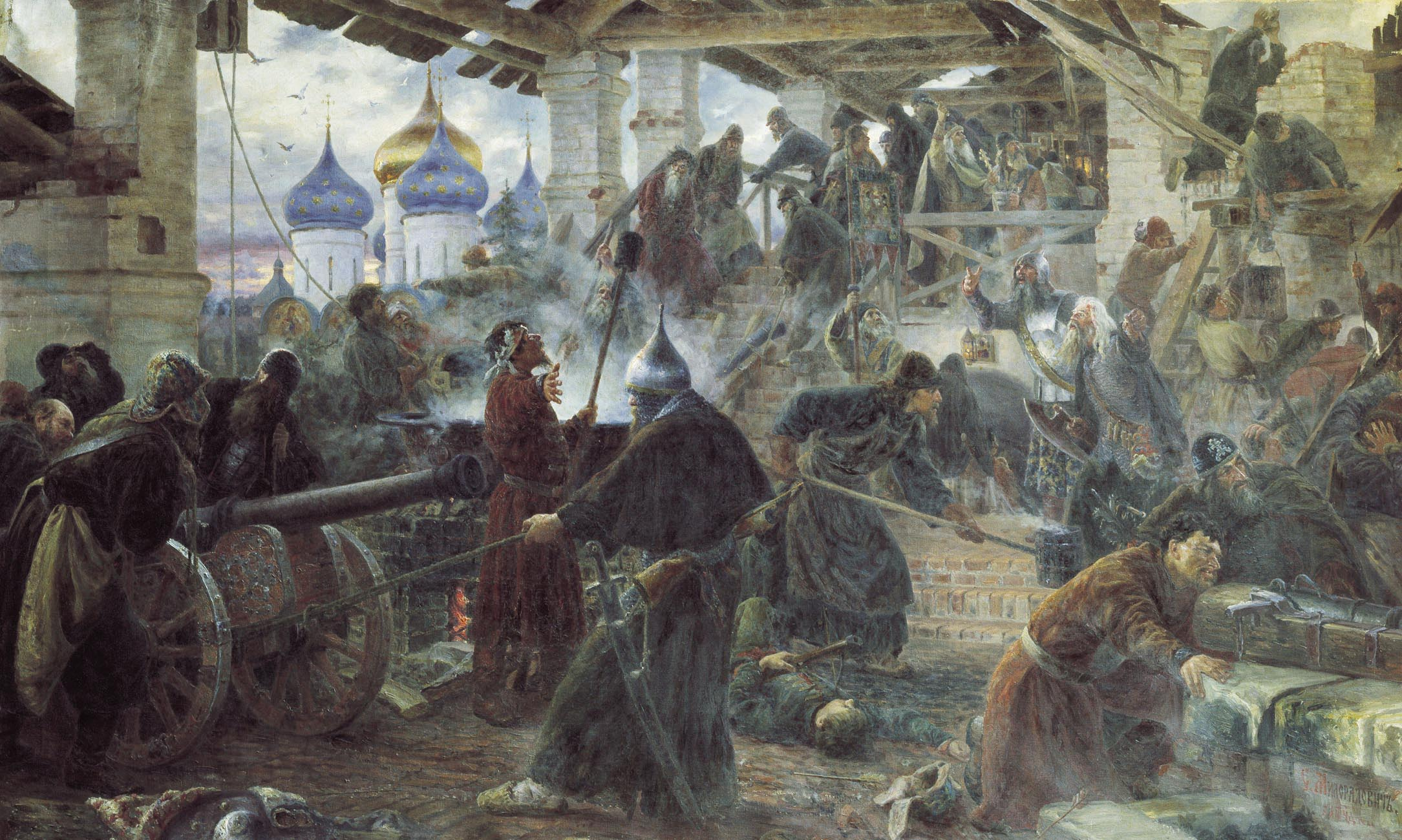
С. Д. Милорадович. «Оборона Троице-Сергиевой лавры»(в 1608—1610 года), 1894 год. Русский музей.

В Смутное время Троицкий монастырь выдержал 16-месячную осаду польско-литовских интервентов под предводительством Сапеги и А. Лисовского. Польско-литовские войска, подошедшие к монастырю в сентябре 1608 года, обстреливали крепость из 63 орудий и многократно предпринимали попытки штурма; в конце 1609 года в осаждённом монастыре началась цинга, во время эпидемии умерло свыше двух тысяч человек. Всех умерших относили в Успенский собор. К концу зимы людей, способных защищать монастырь с оружием в руках, осталось менее 200. Несмотря на все трудности, монастырь стойко оборонялся, по характеристике самих поляков он был вооружён «людьми, железом и мужеством». В ходе успешных вылазок осаждённых большое количество людей теряли и поляки; во время одной из вылазок погиб сын Лисовского Станислав. Узнав о подкопе под Пятницкую башню, защитники возвели напротив подкопа вторую стену, а затем в ходе успешной вылазки взорвали подкоп. 12 (22) января 1610 года осада была снята русскими войсками под предводительством Михаила Скопина-Шуйского. Монастырь стал одним из оплотов Второго ополчения Минина и Пожарского; большой вклад в дело освобождения внёс архимандрит Дионисий, помогавший Ополчению крупными пожертвованиями и поддерживавший дух войска. Ущерб, нанесённый монастырю, описан монахом Авраамем Палицыным в «Сказании об осаде Троице-Сергиева монастыря»:

…от подкопов и от слухов стены градные расседошися, а в иных местех мало не подаше и строения: во обители же службы и келия братския без покрова быша и многие келии и службы в монастыре погорели.

Однако авторитет монастыря, ставшего одним из символов мужества русского народа, вырос, а вместе с ним увеличились и пожертвования в казну. Монастырские укрепления быстро удалось восстановить (при этом стены были надстроены в высоту и увеличены в ширину, а башни обрели дошедший до наших дней облик), началось строительство новых зданий. Рядом с Духовской церковью была возведена большая колокольня, у восточной стены трапезной появилась церковь Михаила Малеина. Стены трапезной были украшены яркой росписью. На месте деревянного дворца Ивана Грозного были построены царские хоромы. Около 1640 года был выстроен каменный двухэтажный корпус келий. Среди других крупных монастырских сооружений XVII века — церковь Зосимы и Савватия, Больничные палаты.
Последний раз монастырь видел под своими стенами врага в 1618 году, когда армия польского королевича Владислава после неудачной попытки захватить Москву, попыталась взять монастырь, но и тут потерпела неудачу. В итоге, неподалёку от монастыря в селе Деулино, было заключено перемирие, положившее конец русско-польской войне. Наступило время процветания монастыря; число крестьянских дворов, принадлежавших обители, достигло 16,8 тысяч, превысив число крестьянских владений царя и патриарха. Собственные кирпичные заводы монастыря обеспечивали непрерывное проведение строительных работ. В окружавших монастырь прудах монахи разводили рыбу, по берегам их были созданы фруктовые сады, поставлены ветряные мельницы.
В 1682 году, во время Стрелецкого бунта, монастырь послужил убежищем для царевны Софьи Алексеевны, царевичей Ивана и Петра. В 1689 году в монастыре укрывался спасшийся из Москвы бегством Пётр I. Именно в Троице-Сергиевом монастыре пытали сторонников Софьи, отсюда уже полновластным правителем Пётр уехал в Москву. При нём в обители появилась великолепная барочная трапезная с храмом преподобного Сергия Радонежского, так называемая Трапезная церковь. С сооружением новой трапезной формирование архитектурного облика центральной площади монастыря было почти полностью завершено. Над восточной стеной монастыря на средства Строгановых в 1699 году была построена надвратная церковь Рождества Иоанна Предтечи.
В начале XVIII века строительство на территории монастыря замерло. Россия вступила в Северную войну (на военные нужды Пётр I взял из монастырской казны 400 тысяч рублей); затем началось строительство новой столицы России — Санкт-Петербурга — в связи с чем царём был введён запрет на строительство каменных зданий во всей России. Лишь в 1708 году у стен монастыря были развёрнуты строительные работы: из-за возникшей угрозы проникновения шведской армии вглубь России, Москву и близлежащие крепости, в том числе Троице-Сергиев монастырь, было решено укрепить. У Успенских и Красных ворот были сооружены каменные мосты; под монастырскими стенами появились глубокие рвы и бастионы. Рвы просуществовали до 1830-х годов, а земляные укрепления близ угловых башен сохраняются по сей день.
Преемники Петра Великого на российском престоле не проявляли большого интереса к судьбе монастыря; возникли даже планы переноса обители ближе к новой столице, однако им не суждено было осуществиться. В 1738 году поменялась система управления монастырём: он стал подчиняться Духовному совету.

## Расцвет лавры
После восшествия на престол Елизаветы Петровны наступил новый период расцвета монастыря. 1 октября 1742 года по указу императрицы Елизаветы Петровны в Троице-Сергиевом монастыре была открыта духовная семинария (позднее, в 1814 году, в монастырь была переведена Московская Духовная академия, одно из крупнейших религиозных учебных заведений России). Вскоре (в 1744 году) Троице-Сергиев монастырь был удостоен почётного титула лавры; главой лавры утверждался Митрополит Московский.
Елизавета Петровна часто посещала лавру. Каждый её приезд сопровождался празднеством — фейерверками, пушечной стрельбой и пышными трапезами. Летом в монастыре проводились увеселения; за монастырскими стенами был выстроен пышный увеселительный дворец Корбуха, окружённый оранжереями и парком во французском стиле. Строительство развернулось и на территории самой обители. Ещё в 1738 году московскому архитектору Ивану Мичурину было поручено составить генеральный план монастырской территории. План был составлен и отправлен в Петербург, но был утверждён лишь в 1740 году; вместе с планом пришёл и проект новой монастырской колокольни, разработанный придворным архитектором Шумахером. Петербургский архитектор предложил разместить колокольню в геометрическом центре главной площади. Однако Мичурин считал, что в этом месте колокольня окажется заслонена другими сооружениями и «от такова малова расстояния… народом видна много быть не может»; Мичурину удалось добиться переноса места строительства к северу. В 1741 году состоялась закладка колокольни; строительство растянулось почти на 30 лет и было завершено лишь в 1770 году. Для новой звонницы прямо на территории монастыря был отлит царь-колокол весом в 4065 пудов.

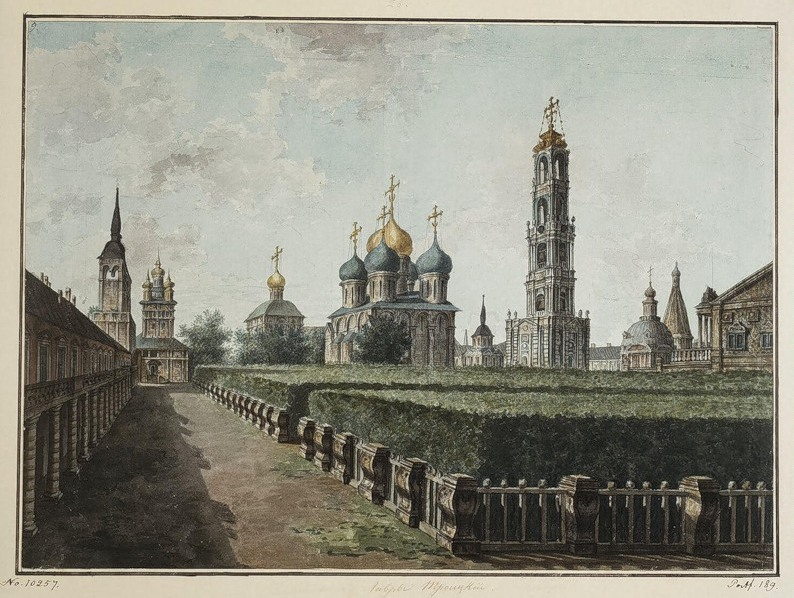
Ф. Я. Алексеев Троице-Сергиева лавра. Вид на Успенский собор, колокольню и Трапезную палату, начало 1800-х гг.

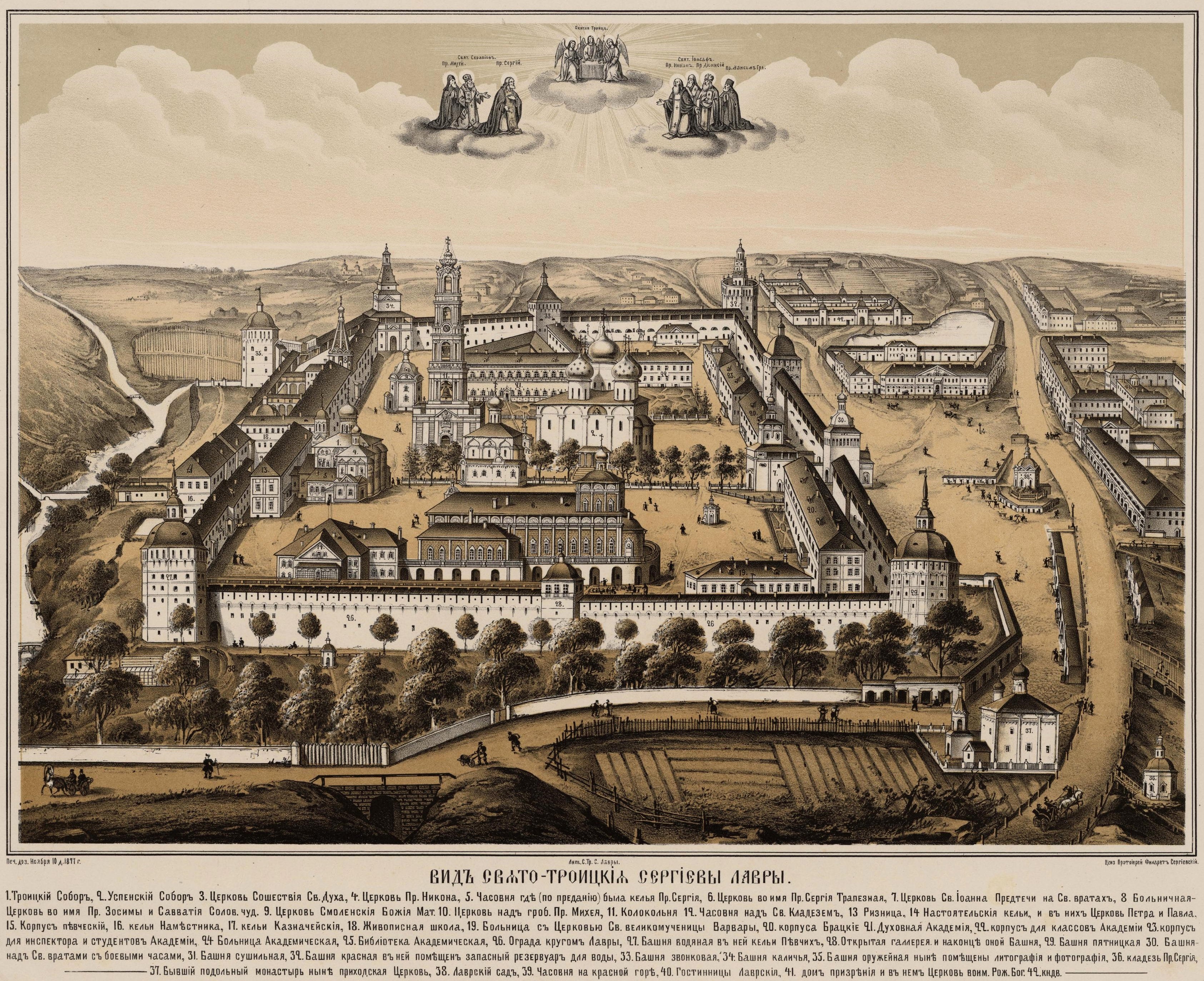
Вид Троице-Сергиевой Лавры (с описанием на 1877 г.).

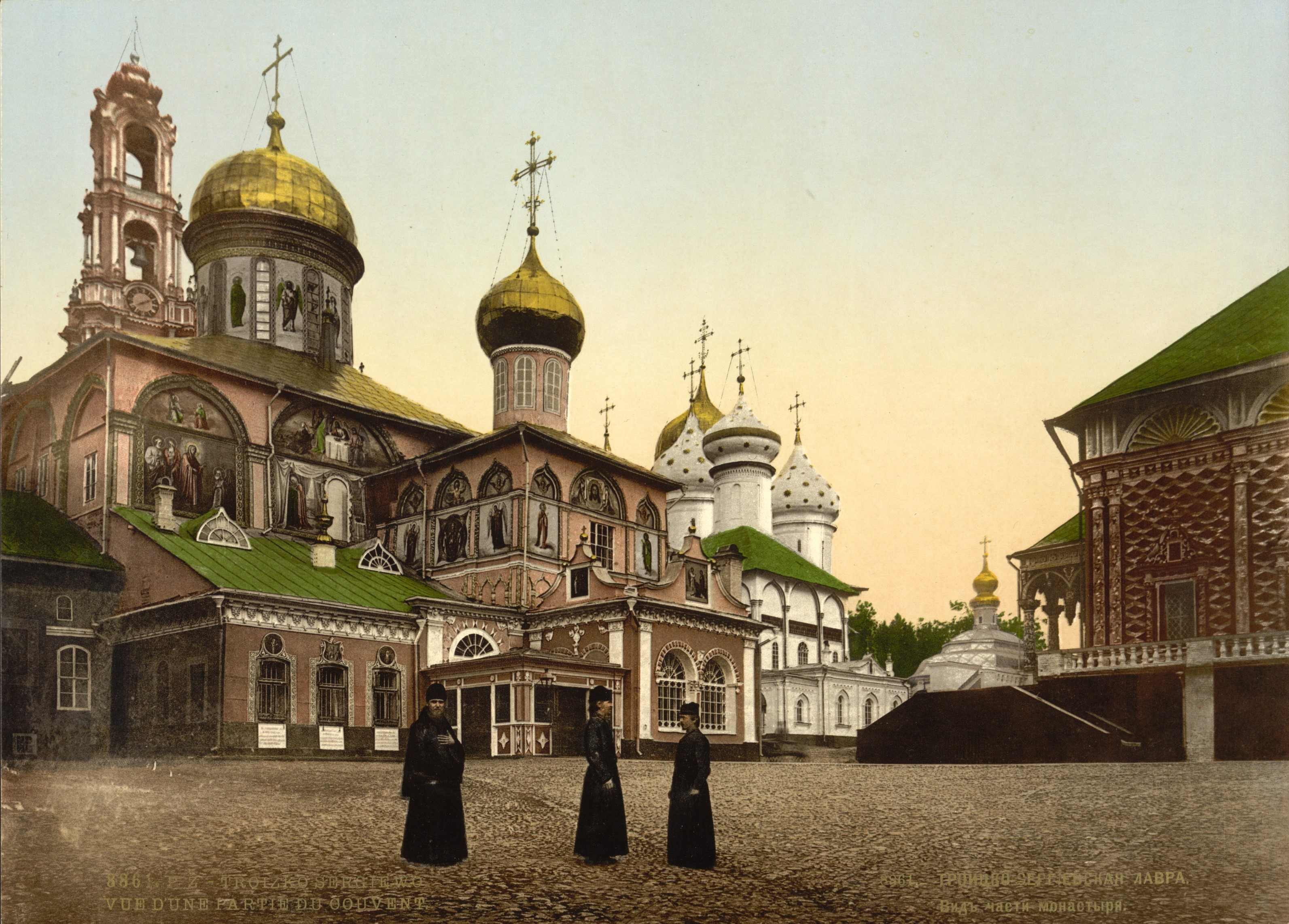
Троицкий собор Троице-Сергиевой лавры. Фотохром (цветная литография) 1896 г.

Перестройке должны были подвергнуться многие сооружения лавры; архитектурный стиль монастырских сооружений планировалось привести в соответствие вкусам середины XVIII века. В 1745 году вычерчен альбом перестройки всей лаврской территории с подробным описанием построек монастыря. Ускорению перестройки способствовал сильный пожар, случившийся в 1746 году, который уничтожил все деревянные постройки монастыря. Началась глобальная реконструкция лавры в соответствии с альбомом 1745 года; работы продолжались до 1789 года. Новый облик монастырских сооружений напоминал внешнее убранство дворцов того времени. Здания были выкрашены в яркие тона, подчёркивавшие красоту белых и позолоченных лепных деталей. Под стать внешнему декору пышный облик получили интерьеры сооружений. Самую роскошную отделку обрели Царские чертоги (лепнина и живопись на потолке, наборный паркет, изразцовые печи, шёлковая обивка стен). Первоначальный декор многих старых зданий был утрачен; например, сооружения вдоль западной стены монастыря, в том числе Больничные палаты, обрели единый фасад с одинаковыми окнами и галереей на столбах. Некоторые здания (в том числе кузница и оружейная палата) были разобраны. Архитектура ряда сооружений в альбоме была вычурна; контролировавшим перестройку архитекторам Ивану Мичурину и Дмитрию Ухтомскому удалось внести в проект ряд существенных изменений (например, было отменено решение о возведении над монастырскими зданиями двухъярусных фигурных крыш по голландскому образцу). Перестройка затронула и древние храмы обители; так, главы Троицкого собора и Духовской церкви были замены на луковичные, а сводчатую паперть Троицкого собора заменили высоким крыльцом. Главы большинства храмов позолотили. На территории лавры появились мощёные белым камнем дорожки, а главная аллея — от Святых ворот до Троицкого собора — была украшена коваными решётками. Наконец, в 1792 году на главной площади был сооружён обелиск с медальонами, текст в которых повествует об истории монастыря; обелиск использовался как хронометр — на трёх его сторонах размещены солнечные часы.
В XVIII—XIX веках Троице-Сергиева лавра стала одним из богатейших монастырей России, входила в число самых крупных землевладельцев (в 1763 году, в преддверии крупной конфискации церковных земель, лавре принадлежало более 100 тысяч душ крестьян). Активная торговля (зерновыми, солью, предметами быта) способствовала приумножению богатств монастыря; его финансовое положение в XVII—XVIII вв. отличалось большой прочностью; велики были пожертвования монастыря в пользу русской армии (в 1812 году — около 70 тысяч рублей), ополчения (см. Дионисий Радонежский). Значение лавры как культурного центра также возрастало; в 1814 году сюда из Москвы была переведена Духовная академия, расположившаяся в здании Царских чертогов. В связи с размещением академии ряд зданий был перестроен, появились новые постройки, — всё это, по мнению некоторых исследователей, привело к нарушению целостности архитектурного комплекса.
10 января 1895 года была открыта Лаврская типография.
К началу XX века в ведении лавры находились типография (в ней печатались произведения философов, священнослужителей — П. А. Флоренского, Климента Охридского и других), две гостиницы на территории Сергиева Посада (старая и новая), мастерские (производство игрушек, подсвечников, крестов и т. п., резьба по дереву), лавки, конные дворы. У стен лавры велась бойкая торговля, близ монастыря были торговые ряды, гостиницы и доходные дома. В 1910-е годы в лавре жило более 400 монахов. К Троице-Сергиевой лавре были приписаны некоторые малые монастыри и скиты.
Святыни монастыря: мощи преподобного Сергия Радонежского (в Троицком соборе), мощи преподобных Никона и Михея Радонежских, св. Серапиона Новгородского, митрополита Иоасафа, архимандрита Дионисия, преподобного Максима Грека, икона Святой Живоначальной Троицы работы Андрея Рублёва — привлекали тысячи паломников со всех концов России.
В лавре захоронены представители знатных русских домов: Бельские, Воротынские, Глинские, Оболенские, Одоевские и другие; деятели Смутного времени: князь Дмитрий Трубецкой и Прокопий Ляпунов, князь Андрей Радонежский, представители фамилии Годуновых; многие московские и иные архиереи: Макарий (Булгаков), Леонтий (Лебединский), Сергий (Ляпидевский), Никон (Рождественский), Сергий (Голубцов), патриархи Алексий I и Пимен. Многочисленные сокровища хранятся в ризнице — это уникальные предметы декоративно-прикладного искусства, подношения царей и богатых людей монастырю. Значительным фондом рукописей обладает лаврская библиотека — здесь хранятся и русские летописи, и рукописные книги XV—XVII веков, и уникальные образцы русских раннепечатных книг (на 1908 год — около 10 000), исторические документы.
Наиболее известными настоятелями лавры в XIX веке были митрополит Платон (Левшин), ведший активное строительство, святитель Филарет Московский, переписывавшийся с А. С. Пушкиным и основавший близ лавры Гефсиманский скит, и святитель Иннокентий (Вениаминов), бывший первым православным епископом Америки.

## История монастыря в XX веке

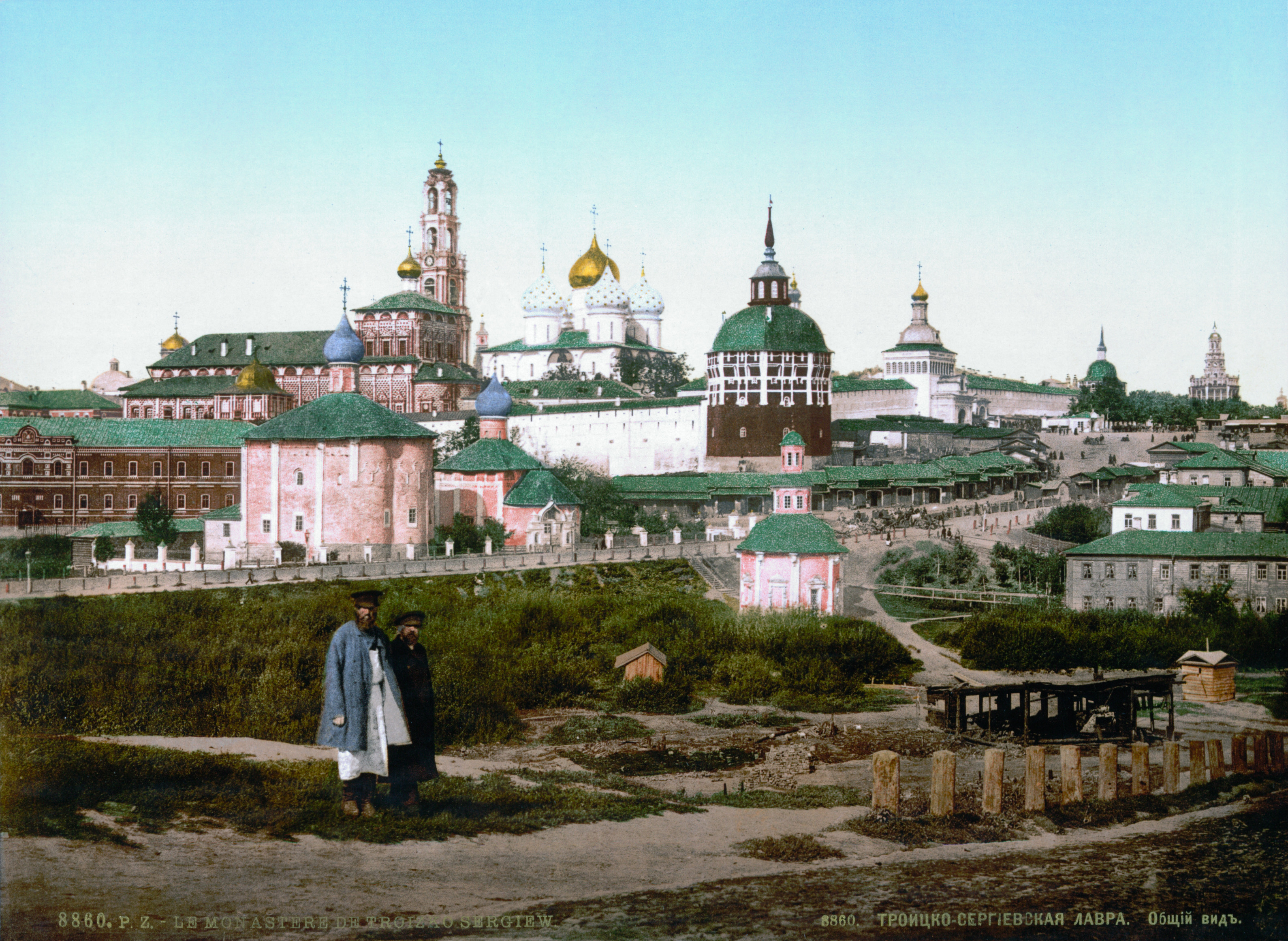
Троице-Сергиева лавра. Фотохром (цветная литография) 1896 г.

В первые годы XX века на территории монастыря продолжалось строительство, сооружались новые кельи и корпуса, хозяйственные сооружения, торговые ряды.
5-13 июля 1909 года в лавре прошёл Всероссийский монашеский съезд, на котором была выработана обширная программа по искоренению главных пороков монастырской жизни.
После революционных событий 1918 год стал началом трудного периода в истории лавры. По утверждении 20 января (по ст. ст.) 1918 года СНК РСФСР Декрета Об отделении церкви от государства и школы от церкви, лавра, как и иные монастыри в России, находящиеся на территории, контролируемой большевиками, была юридически обращена в трудовую артель, однако монашеская жизнь продолжалась явочным порядком до 21 октября 1919 года, когда монахи были переселены в Черниговский и Гефсиманский скиты.
10 ноября 1919 года президиум исполкома Сергиевского уезда принял решение о закрытии лавры ввиду острой нехватки помещений для больниц, школ, детских учреждений. В марте 1919 года была распущена Московская духовная академия, а её помещения были отданы электротехническим курсам; 11 апреля были вскрыты мощи преподобного Сергия. 20 апреля 1920 года, несмотря на ряд посланий патриарха Тихона председателю Совнаркома Владимиру Ленину с просьбой об отмене распоряжения о закрытии лавры, вышло постановление СНК «Об обращении в музей историко-художественных ценностей Троице-Сергиевой лавры». Троицкий собор был закрыт немедленно, а братия была выселена и нашла себе место в трудовых коммунах; последнее богослужение в Троицком соборе было совершено 31 мая 1920 года. В том же 1920 году на территории лавры был организован историко-архитектурный музей. В 1929 году были закрыты последние скиты близ лавры и изъята на переплавку большая часть лаврских колоколов (уцелели колокол «Лебедь» 1593 года и древнейший, «никоновский», 1420 года). На территории монастыря до 1953 года находился Загорский учительский институт (Загорский педагогический техникум).

### Реставрация лавры
К концу 1930-х годов некоторые памятники лавры были частично перестроены и приспособлены под жильё и другие не свойственные им хозяйственные нужды.
Первая комиссия по охране памятников искусства и старины Троице-Сергиевой лавры была создана ещё в 1918 году, однако проходившие под её наблюдением реставрационные работы были не систематическими, не существовало единого проекта реставрации. Инициатором и организатором планомерных реставрационных работ стал директор Загорского историко-художественного музея С. А. Будаев, заказчиком — Загорский музей, в 1938 году был приглашён молодой архитектор Игнатий Трофимов. Ему было поручено в развитие декрета 1920 года, подписанного Лениным, об обращении ансамбля Троице-Сергиевой лавры в музей, подготовить обоснованный доклад в Совет народных комиссаров РСФСР о выделении средств на научную реставрацию памятников этого историко-художественного ансамбля. В последующие два года он подготовил справку об историко-художественном значении архитектурного ансамбля лавры и программу его научной реставрации, генеральный план реставрационно-восстановительных работ, дефектные акты, описи работ и сметы по пятнадцати объектам. На основании этих материалов 1 февраля 1940 года было принято постановление Совнаркома, по которому весь комплекс памятников Троице-Сергиевой лавры в черте крепостных стен объявлялся Загорским государственным историко-художественным музеем-заповедником. Трофимов был назначен научным руководителем и главным архитектором этих работ. Для их производства был организован специальный научно-производственный строительный участок и создан Учёный совет, утверждённый Государственным комитетом по делам искусств; на проведение запланированных работ правительством была выделена сумма в 6 млн рублей. Председателем совета был назначен архитектор академик Иван Рыльский, учёным секретарём — Василий Зубов, представителем от заказчика, Загорского музея, — архитектор Николай Виноградов. В совет входили архитектор академик Иван Жолтовский; инженер Павел Щусев; археолог доктор исторических наук Артемий Арциховский; историк Сергей Бахрушин. В разное время в качестве консультантов приглашались академики А. В. Щусев и И. Э. Грабарь, с 1940 года осуществлявший наблюдение за реставрацией живописи; генерал-лейтенант, Герой Советского Союза Д. М. Карбышев; эксперты по прикладному искусству и живописи Н. Н. Соболев, Д. И. Киплик, Ф. Я. Мишуков; историки — А. Г. Новицкий и А. Г. Габричевский. Рабочих-реставраторов не хватало, и в 1945 году открыто художественно-ремесленное училище с трёхлетней программой обучения, готовившее белокаменщиков, лепщиков, плотников и других мастеров реставрационных работ.

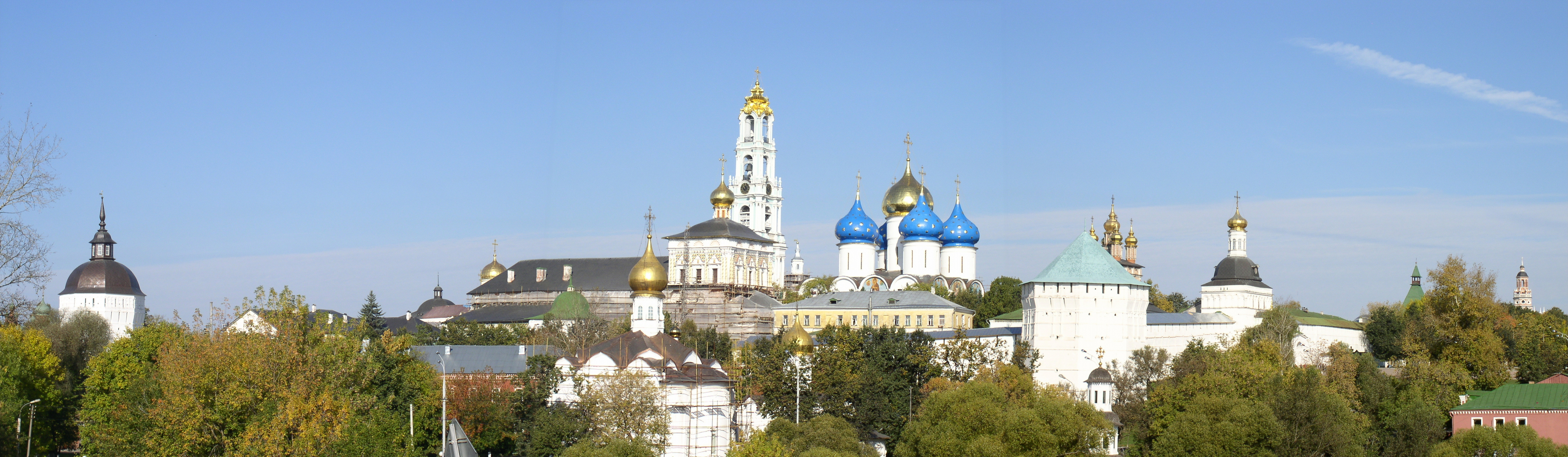
Троице-Сергиева лавра. Современный вид

Ансамбль Троице‑Сергиевой лавры складывался на протяжении четырёх столетий, с XV по XVIII век включительно, и вместе с развитием ансамбля менялся и облик его отдельных сооружений. Задачей реставратора было найти художественный оптимум для каждого памятника, то есть момент его наивысшего художественного расцвета — по этой причине началу работ не предшествовало создание проектной документации, в ходе создания проекта проводились натурные раскрытия. Цель реставрации состояла не в том, чтобы вернуть ансамбль к какому‑то определённому «оптимальному году», а, напротив, показать его как интеграцию или синтез всего художественного развития.
В работе И. В. Трофимова принимал большое участие его отец, художник В. П. Трофимов. Живописные полотна Викентия Павловича «Трапезная Троице-Сергиевой лавры», «Вид с колокольни Троице-Сергиевой лавры», «В бывшей Троице-Сергиевой лавре» и другие дают возможность увидеть памятники непосредственно после восстановления.
Несмотря на многочисленные трудности военного и послевоенного времени, удалось ликвидировать аварийное состояние ряда памятников, выполнить капитальную реставрацию Больничных палат с церковью Зосимы и Савватия Соловецких XVII в., церкви Сошествия Святого Духа XV в., белокаменного цоколя Колокольни, восточной части гульбища Трапезной церкви конца XVII в., Митрополичьих покоев, частично Царских чертогов и значительных участков крепостных стен и башен. Особенно значительные работы были проведены по Больничным палатам, застроенным новыми сооружениями и буквально возвращённым из небытия (однако разборка трапезной XVII—XVIII веков, пристроенной к церкви Зосимы и Савватия, была признана недостаточно обоснованной). В то время это были крупнейшие в СССР реставрационно‑восстановительные работы.  Вокруг стен монастыря была организована 30-метровая запретная для строительства охранная зона.

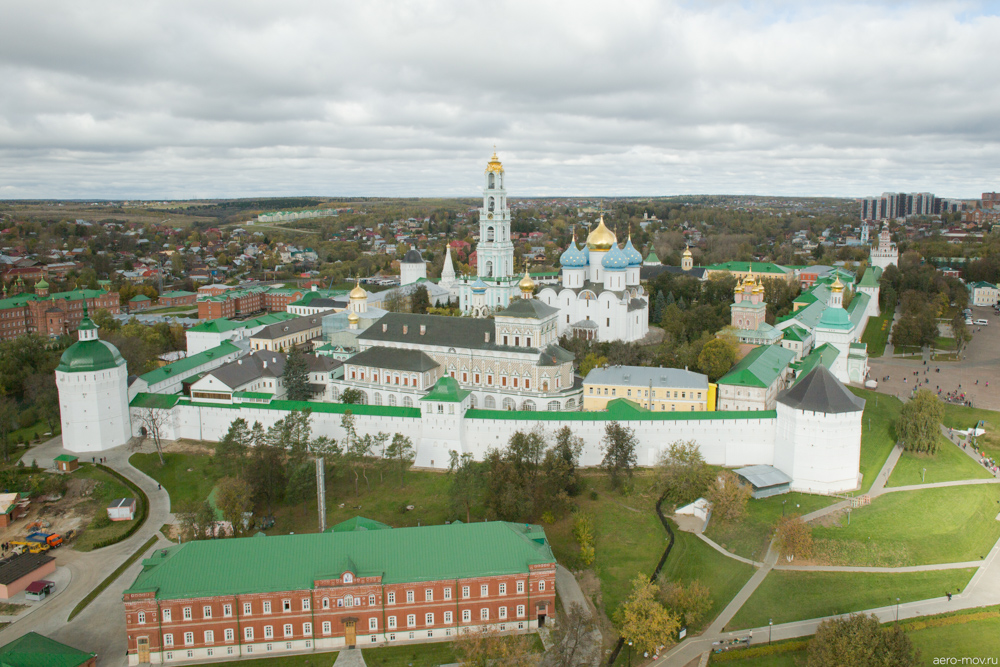
Троице-Сергиева лавра с высоты, октябрь 2015

После 1950 года реставрационные работы, проводившиеся в основном по памятникам, переданным Московской патриархии, стал вести бывший студент‑практикант Трофимова В. И. Балдин, в 1963 году совместно с А. Г. Устиновым предложивший комплексный проект реставрации ансамбля лавры. В ходе реставрации в 1956—1959 годах все здания и сооружения монастыря были освобождены от занимавших их посторонних учреждений. К 1970 году основной объём реставрационных работ был выполнен. Результаты проведённой Балдиным реставрации были оценены неоднозначно, в частности, Трофимов отмечал принципиальные ошибки и ущерб, нанесённый отдельным зданиям и всему ансамблю Троице-Сергиевой лавры в целом. Реставрация продолжалась и в 1970-х годах — ряд объектов был воссоздан под руководством архитекторов Ю. Д. Беляева и Ю. Н. Шахова.
В 1993 году архитектурный ансамбль лавры вошёл в Список объектов всемирного наследия ЮНЕСКО в России.
В 1990-х и 2000-х годах ряду зданий была возвращена первоначальная окраска стен, отремонтированы кровли храмов, восстановлены росписи; масштабной реставрации подвергалась колокольня. Весной 2004 года на колокольню был поднят заново отлитый Царь-колокол, звон которого прихожане впервые услышали 30 мая того же года, в праздник Пятидесятницы.

### Религиозная жизнь
Возрождение монашеской жизни лавры относится к началу 1946 года. Патриарх Алексий I стал настоятелем, первым наместником по открытии был архимандрит Гурий (Егоров). Троице-Сергиева лавра оставалась основным местопребыванием патриархов до 1983 года, когда резиденция была переведена в московский Данилов монастырь.
В воспоминаниях архиепископа Ярославского и Ростовского Михея (Хархарова) указано, что главу преподобного Сергия Радонежского, сокрытую на период закрытия лавры, вернул к его мощам схиархимандрит Иларион (Удодов), который хранил её с 1941 по 1945 год в алтаре церкви Владимирской иконы Божией Матери в Виноградове.
Мощи преподобного Сергия были переданы наместнику по акту вечером 20 апреля 1946 года и перенесены в Успенский собор, возвращённый в том же году Патриархии. Первая литургия была совершена в Успенском соборе в ночь на Пасху, 21 апреля 1946 года. В воспоминаниях одного из очевидцев возрождения лавры, протодиакона Сергия Боскина встречается много упоминаний об отце Иларионе, возглавившем вместе с архимандритом Гурием первые богослужения после 26-летнего отсутствия в обители монашеской жизни. По свидетельству протоиерея Владимира Жаворонкова, первый богослужебный возглас после открытия лавры был сделан отцом Иларионом.
В августе 1946 года наместником стал архимандрит Иоанн (Разумов).
21 ноября 1946 года патриарх Алексий I освятил заново Трапезный храм преподобного Сергия Радонежского, бывший закрытым для богослужения с 1921 года.
В конце 1946 года лавра была показана сыну президента США Франклина Рузвельта — Эллиотту Рузвельту (Elliott Roosevelt) с супругой, которых встречал наместник архимандрит Иоанн с братией. В последующие годы до распада СССР подобные демонстрации свободы религии в СССР стали обычной практикой.
В декабре 1947 года Патриархии были переданы здание бывших Царских чертогов (ректорский корпус Московской духовной академии), Митрополичьи покои и надвратная церковь Святого Иоанна Предтечи, в июне 1948 года, накануне открытия в Москве Всеправославного совещания — Троицкий собор и Духовская церковь.
В октябре 1948 года в стенах лавры возобновила деятельность Московская духовная академия, воссозданная в 1946 году.
В декабре 1954 года патриарх обратился к Георгию Маленкову с просьбой о передаче Церкви ещё нескольких зданий лавры. Но лишь после обращения Совета по делам Русской православной церкви в ЦК КПСС Совет министров РСФСР утвердил в августе 1956 года постановление «О передаче Московской патриархии зданий и сооружений, расположенных на территории Троице-Сергиевой лавры в г. Загорске», которым предписал «передать в 1956—1958 гг. в бесплатное и бессрочное пользование Московской патриархии здания и сооружения, расположенные на территории Троице-Сергиевой лавры… Обязать Московский облисполком, Министерство просвещения РСФСР, Министерство культуры РСФСР и Госстрой РСФСР освободить помещения Троице-Сергиевой лавры, занимаемые подведомственными им учреждениями, а также жильцами… Обязать Московский облисполком: построить в 1957—1958 гг. в г. Загорске жилые дома… для расселения жильцов в количестве 1150 человек, проживающих в зданиях, расположенных на территории ТСЛ». (Большинство «жителей лавры» 1920-х — начала 1950-х годов ютилось в «антисанитарных и антипожарных условиях» в нишах крепостных стен, превращенных в «жилые помещения»). По мнению американского учёного С. Кенворти, на практике все расходы по реализации этих решений пришлось взять на себя Патриархии
15 ноября 1959 года патриархом Алексием I был благословлён новый Устав Троице-Сергиевой лавры.
В лавре проходили Поместные соборы РПЦ 1971, 1988, 1990 годов.
В пещерном храме под Успенским собором были погребены митрополит Макарий (Невский) († 1926), патриархи Алексий I († 1970) и Пимен († 1990). Мощи митрополита Макария после его канонизации были перенесены в Успенский собор. 31 августа 2016 года они были перенесены в Горно-Алтайск и положены в храме преподобного Макария Алтайского (Глухарева) (до завершения строительства кафедрального собора).
В советский период над лаврой сохранялся после возобновления в ней богослужений надзор и контроль со стороны государственных органов. Например, уполномоченный Совета по делам Русской православной церкви в Московской области Трушин в 1958 году докладывал, что «антисоветские» монахи, которые «в общении с паломниками разжигали религиозность» и «призывали их чаще посещать лавру, больше молиться Богу и т. д.», были удалены из лавры «через Патриарха». В марте 1961 года милиция арестовала верующих в храме лавры.

## Ансамбль лавры
Многочисленные архитектурные сооружения Троице-Сергиевой лавры выстроены лучшими зодчими страны в XV—XIX вв. Ансамбль монастыря включает более 50 зданий различного назначения. Архитектурный ансамбль Троице-Сергиевой лавры находится под охраной ЮНЕСКО. Сейчас в монастыре находится более 10 храмов. В таблице приведены названия храмов и построек, периоды их строительства и хранящиеся в них святыни.
| Название | Изображение | Период возведения | Святыни |
| Свято-Троицкий собор                                                                                             |             | 1422—1423         | Мощи преподобного Сергия Радонежского — в раке в южной части собора. Вещи преподобного Сергия: схима, посох и две деревянные литургические тарели. Иконы местного ряда иконостаса: преподобный Сергий Радонежский с деянием (XV век), «Святая Троица» (XVI век, слева от Царских врат), иконы «Спас Нерукотворный» (1674) и «Спас на престоле» (1684) иконописца Симона Ушакова.                                                                        |
| Церковь в честь Сошествия Святого Духа на апостолов                                                              |             | 1476—1477         | Мощи преподобных Максима Грека и Антония (Медведева) (в раках) |
| Успенский собор                                                                                                  |             | 1559—1585         | Мощи святителя Иннокентия Московского (в раке). Деревянный гроб преподобного Сергия Радонежского (в нём до 1585 года покоились мощи преподобного Сергия). Иконы XVI века местного ряда иконостаса: храмовый образ «Успение Пресвятой Богородицы», «Святая Троица с бытием» и «Благовещение Пресвятой Богородицы» |
| Церковь преподобного Никона Радонежского (южный придел Свято-Троицкого собора)                                   |             | 1623              | Мощи преподобного Никона Радонежского (под спудом). Почитаемый список иконы Божией Матери «Скоропослушница», часть камня Гроба Господня. |
| Храм преподобных Зосимы и Савватия Соловецких                                                                    |             | 1635—1637         | Икона преподобных Зосимы и Савватия Соловецких, предстоящих образу Пресвятой Богородицы «Знамение» |
| Церковь Преподобного Сергия с Трапезной палатой (так называемая Трапезная церковь)                               |             | 1686—1692         | |
| Церковь Рождества святого Иоанна Предтечи                                                                        |             | 1693—1699         | |
| Церковь Явления Пресвятой Богородицы со святыми апостолами Преподобному Сергию Радонежскому (Михеевская церковь) |             | 1732—1734         | Мощи преподобного Михея Радонежского (под спудом) |
| Церковь Смоленской иконы Божией Матери Одигитрии                                                                 |             | 1746—1753         | Чтимая копия чудотворной каменной резной иконы Смоленской Божией Матери Одигитрии — на наружной восточной стене храма. |
| Серапионова палатка (западный притвор Никоновской церкви)                                                        |             | 1783              | Мощи святителей Серапиона Новгородского, Иоасафа Московского и преподобного Дионисия Радонежского (все — под спудом). Кусочек ризы Пресвятой Богородицы, десница первомученика Стефана, крест-мощевик преподобного Сергия — подарок константинопольского Патриарха Филофея Сергию Радонежскому. Икона «Явление Божией Матери преподобному Сергию», произошедшее в келии преподобного Сергия, по преданию, находившейся на этом месте, и другие святыни. |
| Успенская часовня над колодцем (кладезем)                                                                        |             | конец XVII века   | |

### Троицкий собор

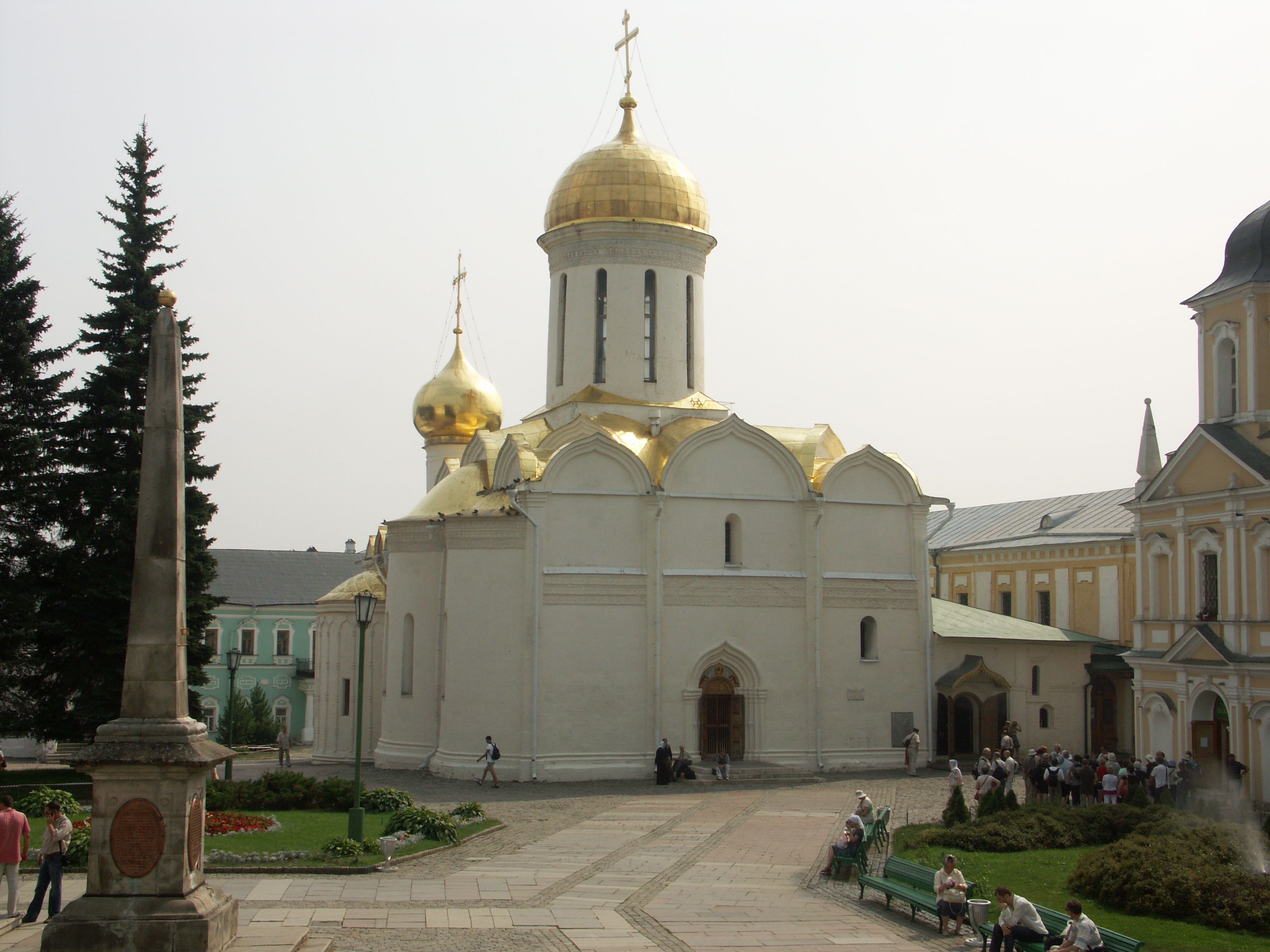
Троицкий собор

Самое раннее сооружение в монастыре — четырёхстолпный крестово-купольный Троицкий собор из белого камня, построенный в 1422—1423 годах на месте деревянного одноимённого храма; один из немногих сохранившихся образцов московского белокаменного зодчества XIV—XV веков (наиболее близкие по времени сооружения — Успенский собор на Городке и Рождественский собор Саввино-Сторожевского монастыря в Звенигороде, а также Спасский собор Андроникова монастыря в Москве). Вокруг Троицкого собора постепенно сформировался архитектурный ансамбль лавры. Собор построен преемником основателя монастыря Никоном «в честь и похвалу» преподобному Сергию Радонежскому, а заложен в год прославления последнего во святых. Троицкий собор — четырёхстолпный храм с тремя апсидами и одной главой; белокаменные стены храма завершены полукружиями килевидных закомар, очертания которых повторяют два ряда расположенных выше кокошников. Храм увенчан башнеобразным барабаном со шлемовидным куполом. Стены собора выложены из блоков белого камня; единственным украшением фасада служат три ленты «плетёного» орнамента. Особенностью собора является несоответствие членения фасадов организации внутреннего пространства (например, порталы размещены не по осям центральных закомар, барабан смещён в сторону алтаря); по мнению Виктора Балдина, строители пошли на нарушение архитектурного канона для создания наиболее удобного помещения храма. Храм характеризуется единством пространства и выраженной устремлённостью вверх.

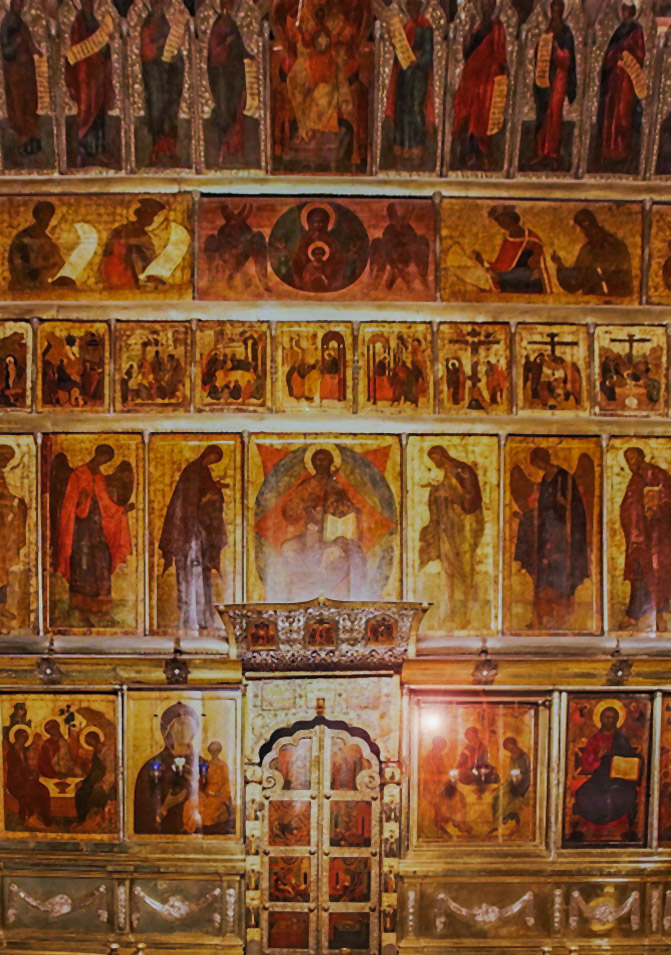
Иконостас Троицкого собора

Благодаря применению при строительстве оптических поправок, строгой закономерности в построении каждого элемента (основные членения собора соотносятся между собой по высоте, как 3:5:8, что соответствует пропорциям золотого сечения), крутой форме арок и сводов создаётся впечатление большей высоты в храме, нежели в реальности. Выше арок порталов стены имеют наклон внутрь, достигающий 45 см.
Над иконостасом собора работали знаменитые русские иконописцы Андрей Рублёв и Даниил Чёрный; для этого иконостаса была написана Рублёвым икона «Святая Троица». В настоящее время иконостас собора состоит из пяти ярусов, причём 40 икон, размещённые в средних ярусах, сохранились со времён сооружения храма. Оригинальная стенопись собора не сохранилась; в 1635 году первоначальная стенопись была полностью сбита, а стенопись XVII века неоднократно поновлялась. При этом основные композиционные линии первоначальной росписи стен были сохранены мастерами, возобновлявшими стенопись собора в XVII веке. В 1949—1952 годах при попытке обнаружить фрагменты рублёвской стенописи в верхней части собора был раскрыт фрагмент стенописи XVII века площадью 650 м²; этот фрагмент был закреплён при реставрации, а несохранившиеся участки были дописаны в духе стенописи XVII века. В помещениях собора важное место занимают киоты по сторонам подкупольных сводов (1835) и серебряная сень над ракой Сергия (1737). Сама рака, скрытая под сенью, тоже является крупным произведением русских чеканщиков; она выполнена в XVI веке по повелению Ивана Грозного. С юга к Троицкому собору примыкает бесстолпная одноглавая Никоновская церковь (1552), построенная над могилой преемника Сергия, игумена Никона Радонежского. К западной половине южной стены собора, на месте, где, по преданию, была келия преподобного Сергия, пристроена Серапионова палатка (нынешняя — постройки 1783 года, нынешний облик получила после 1826 года) — над мощами архиепископа Новгородского Серапиона, скончавшегося в монастыре; здесь также погребены митрополит Иоасаф (Скрипицын) и архимандрит Дионисий Радонежский.

### Сооружения XVI—XVII веков
Второй по возрасту лаврский храм — Духовский (или храм Сошествия Святого Духа на Апостолов) — воздвигнут в 1476 году. По свидетельствам московских летописцев, храм был возведен зодчими из Пскова. Завершается он невысокой синекупольной колокольней (тип храма — «иже под колоколы»). Храм декорирован богаче Троицкого собора; примечателен узорчатый фриз, покрытый поливными изразцами с цветной глазурью. Апсида храма украшена вертикальными жгутами-полуваликами, в верхней части соединёнными белокаменными гирляндам со вставками в форме «крабов» или «жучков». Стенопись храма выполнена в 1655 году.

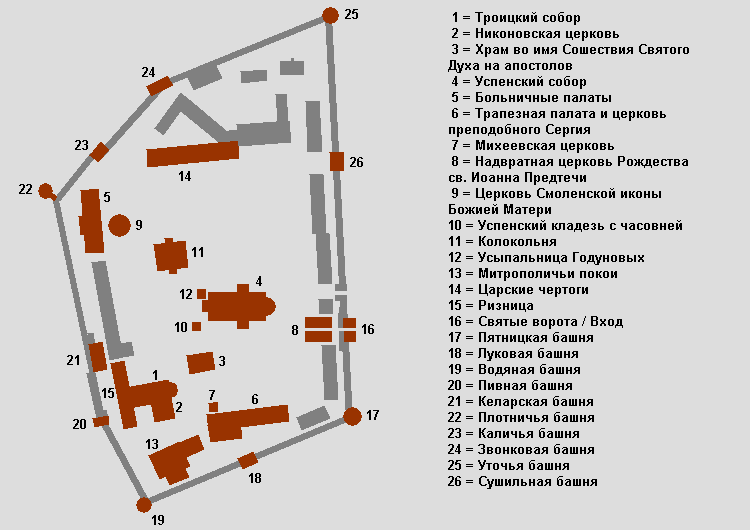
Современный план территории лавры с достопримечательностями

Крупнейшее сооружение монастыря — Успенский собор — воздвигнуто в 1559—1585 годах по образцу Успенского собора Московского Кремля. Собор отличают лаконичность форм и простота декора стен, украшенных лишь характерным для владимиро-суздальского зодчества аркатурно-колончатым поясом. Лопатки, разделяющие северную и южную стену на доли, напоминают контрфорсы. Собор увенчан массивным пятиглавием. Широкие работы по обустройству церкви выполнены по велению царской четы — царя Феодора Иоанновича и царицы Ирины Феодоровны Годуновой. Они были проведены в 1585—1586 годах, в этот момент был устроен придел Феодора Стратилата и святой великомученицы Ирины, которые являлись тезоименитыми святыми царской четы. В работе над иконостасом принимал участие Симон Ушаков, фрески выполнены в 1684 году Дмитрием Григорьевым и другими. Стенопись Успенского собора подчинена строгому канону и необычайно цельна; все картины объединяет общий цвет фона, спокойная сиренево-фиолетовая гамма рисунка. В XVIII веке собор был частично перестроен; так, купола были заменены на луковичные, расширены окна.
К северо-западному краю собора примыкают могилы Бориса Годунова и его семьи, над которыми в 1780 была сооружена шатровая палатка (не сохранилась). С юго-западной стороны к Успенскому собору примыкает, так называемая, Надкладезная часовня, сооружённая в нарышкинском стиле (конец XVII в.). Вблизи западной стены лавры располагаются казначейские и больничные палаты, последние — с церковью соловецких Зосимы и Савватия — единственным шатровым храмом монастыря. За храмом — Крепостная и Келарская палаты (XVI—XVII вв.). С восточной стороны Успенского храма, после входа в Святые Ворота, над широким арочным проёмом, служащим продолжением торжественного входа в монастырь, — пятиглавая надвратная церковь Рождества Иоанна Предтечи (1693—1699) строгановского направления стиля московского барокко; построена на средства купцов Строгановых на месте старой надвратной церкви во имя Сергия Радонежского. Архитектуре церкви присущи черты многих строгановских построек: свободная трактовка классических форм, сложный барочный декор. Полуколонны делят стены четверика внизу на три части, а вверху на две. Церковь украшают также восьмигранные окна, обрамлённые резными белокаменными вставками. После пожара 1746 года, когда церковь сильно пострадала, внешнее убранство было восстановлено лишь частично, а декоративные элементы фасада покрыты сусальным золотом (впоследствии для стен был выбран единый красный цвет). В 1806 году четыре купола изначально пятиглавого храма были сняты.
Стены монастыря построены в XVI веке и надстроены в XVII веке; облик их почти не претерпел изменений до наших дней. Стены имеют три боевых яруса, с внешней стороны третьего яруса находится узкий парапет с вертикальными стрельцами; между стрельницами расположены отверстия навесных машикулей. Высокие угловые башни крепости, восьмигранные в плане, выложены в XVII веке на месте первоначальных башен. Остальные башни надстроены в XVII веке, они более низкие и прямоугольные в плане, в нижней своей части эти башни сохранили элементы башен XVI века. Примечательна архитектура угловой Уточьей башни; на восьмигранном основании башни во второй половине XVII века выстроена декоративная надстройка, которую венчает шпиль с каменной птицей. Краснокирпичная башня декорирована большим количеством белокаменных деталей.
Одна из архитектурных доминант — монастырская трапезная (Трапезная палата) с церковью преподобного Сергия Радонежского (построена в 1686—1692), так называемая Трапезная церковь, в южной части лавры — почитается одним из лучших образцов московского барокко. Это длинное (свыше 85 м) сооружение на высоком окружённом гульбищем подклете, то есть на втором этаже. Стены Трапезной церкви исключительно богато украшены: почти всю поверхность занимают узоры, полуколонки и картуши сложного рисунка, выполненная в 1778—1780 годах. Мастера, создававшие внешнее убранство Трапезной церкви, выбрали для окраски здания яркие синие, жёлтые, зелёные и красные цвета. Примыкающий с западной стороны к Трапезной церкви, зал трапезной площадью 500 м² предназначался для торжественных приёмов; он также обладает богатым декором. Зал перекрыт полуциркулярным сводом высотой почти 10 м, украшенным рельефными вставками с растительным орнаментом. Росписи внутри трапезной относятся к XIX веку. После открытия в 1946 году монастыря помещение трапезной стало использоваться как продолжение Трапезного храма. Он отделяется от неё решетчатыми воротами. Резной позолоченный иконостас (XVII) в Сергиевской церкви был поставлен в 1948 году, из разрушенного московского храма Николы «Большой Крест», что у Ильинских ворот. В 1956 году в Трапезной палате освящены приделы: северный — в честь святителя Иоасафа Белгородского и южный — в честь преподобного Серафима Саровского. В подклете здания в 2006 году реконструирована огромная двустолпная палата, являющаяся ныне братской трапезной. Там же располагаются поварня и просфорня.
Царские чертоги (вторая половина XVII века) у северной стены лавры выстроены на месте деревянных покоев, в которых жил царь Алексей Михайлович во время своих приездов в монастырь. Чертоги, как и Трапезная церковь, — богато украшенное здание. Стены чертогов декорированы поливными изразцами. В основе интерьера здания — две анфилады (один из первых примеров подобного расположения комнат в России), получившие отделку — наборные полы, изразцовые печи, лепнину — к середине XVIII века. Первоначально чертоги, как и трапезная, были окружены гульбищем (разобрано в 1814 году). К XVII веку также относятся братские кельи на юго-востоке монастыря (1640, Предтеченский и Варваринский корпуса) и Экономический корпус.

### Сооружения XVIII—XX веков
Ряд интересных сооружений создан на территории лавры и в XVIII веке. Это небольшая Михеевская церковь рядом с Трапезной палатой, воздвигнутая в 1734 над местом погребения Михея Радонежского. Другое сооружение XVIII века — восьмигранная барочная Смоленская церковь (церковь Одигитрии), построенная, вероятно, архитектором Ухтомским в 1746—1748 на средства графа А. Г. Разумовского (предание связывало её постройку с тайным браком императрицы Елизаветы Петровны с последним) — обладает четырьмя широкими каменными лестницами, расположенными по периметру, и каменными балюстрадами. Поставленный после возобновления лавры иконостас в Смоленской церкви — из уничтоженной московской церкви Параскевы Пятницы, что на Пятницкой улице.
Трёхэтажные Митрополичьи покои, бывшие резиденцией московских архиереев, были полностью перестроены в 1778 году; они получили убранство в виде пилястр, картушей и фигурных наличников; балкон здания окружён изящной кованой решёткой. Архитектура Митрополичьих покоев, характерная для гражданских сооружений середины XVIII века, дошла до наших дней в неизменном виде. Примечательна была также архитектура построенного в конце XVIII века Конного двора. Это сооружение с мощными стенами и просторным внутренним двором, появившееся на берегу Белого пруда, напоминало средневековый замок. Башни по углам Конного двора были увенчаны высокими шпилями с изображениями всадников. По сторонам прямоугольного в плане двора размещались хозяйственные службы (конюшни, каретные сараи и др.). Первоначальный облик Конного двора не сохранился: сооружение подвергалось многочисленным перестройкам, в 1909 году был надстроен второй этаж.
Пятиярусная лаврская колокольня, построенная в 1741—1770 годах (Дмитрий Ухтомский), считается одним из лучших памятников русской архитектуры XVIII века. Колокольню украшают изящные белые колонны, белокаменные картуши сложного рисунка во фронтонах первого яруса, а также навершие в виде причудливой золотой чаши. Первоначальный проект, созданный придворным архитектором Иоганном Шумахером, предполагал сооружение трёхъярусной колокольни напротив западного входа в Успенский собор. Однако московский зодчий Иван Мичурин, курировавший строительство первые семь лет, изменил место сооружения колокольни. По мере строительства в петербургском проекте обнаруживались всё новые недочёты; в итоге проект был передан архитектору Дмитрию Ухтомскому. Ухтомский полностью переработал проект и решил сделать колокольню пятиярусной. Во фронтонах первого яруса архитектор предлагал разместить портреты русских царей, а у парапета — 32 скульптуры, прославляющие человеческие добродетели («Разум», «Верность», «Любовь к Отечеству» и др.). Эту часть проекта реализовать не удалось, вместо скульптур на парапете были поставлены вазы. По окончании строительства колокольня стала одним из высочайших сооружений России своего времени (так, высота её вместе с крестом — 87,33 м — на 6 м превышает высоту колокольни Ивана Великого в Москве). К началу XX в. звонница лавры насчитывала 42 колокола, а размещённый на втором ярусе Царь-колокол был на момент установки крупнейшим из действовавших в России колоколов. Бо́льшая часть колоколов была разбита в 1929—1930 годах. В 2002—2004 годах были отлиты и подняты на колокольню новые колокола, в их числе Царь-колокол весом 72 т. В 1784 году на третьем ярусе колокольни были установлены часы с курантами, созданные тульским мастером Иваном Кобылиным. Часы исправно работали до 1905 года, когда монастырское руководство приняло решение заменить их более новыми. Рядом с колокольней находится обелиск, установленный в 1792 году в память о славных делах и событиях, бывших в обители.
В связи с переездом из Москвы в 1814 году Духовной академии некоторые здания были перестроены. Так, здание Царских чертогов утратило наружные лестницы, а для сообщения между этажами были пробиты своды. Появились и новые здания для нужд академии: больница, столовая, баня и библиотека; к зданию Царских чертогов были пристроен трёхэтажный учебный корпус. Крепостные стены и башни теперь тоже использовались под хозяйственные нужды: в них разместились мастерские и жилые помещения. При этом завершения башен были переделаны из шатровых в сферические, бойницы были растёсаны в большие окна. Братские кельи лишились наружных галерей, местами были надстроены. Древние лаврские соборы оказались скрыты новейшими пристройками. В результате многочисленных перестроек XIX века гармония архитектурного ансамбля монастырского комплекса была нарушена. С конца XIX века и в течение 20 лет архитектором лавры был Александр Латков. Им построены многочисленные здания: Странноприимный дом (1892), Больничный корпус (1890-е годы, ныне используется в качестве помещения Московской духовной академии), а также фабрика игрушек (Больница для заразных), (1894—1896), кузница конного двора (1890-е годы), жилой дом (Арендный дом) (1910—1914), торговые ряды (1902), торговые лавки (1894, 1906), Пафнутьев сад (начало XX века).

## Учебные заведения на территории монастыря
С 1742 года до начала XIX века на территории монастыря действовала Троицкая лаврская духовная семинария.
В 1814 году на базе московской Славяно-греко-латинской академии открылась Московская духовная академия, которая разместилась в здании «Царских чертогов». В 1870 году в восточной части «чертогов» был устроен академический Покровский храм. В XIX веке вблизи «чертогов» для Московской духовной академии с Церковно-археологическим кабинетом выстроили дополнительные корпуса (классный, инспекторский, библиотечный, трапезный, больничный). В конце 1917 года Московская духовная академия в Троице-Сергиевой лавре была закрыта.
С 1885 по 1918 год при Троице-Сергиевой лавре функционировало Училище иконописания.
C 1949 года Московская духовная академия и семинария, открытые в Москве в 1946 году, переведены в лавру и стали занимать свои исторические помещения. С 1989 года Московская духовная семинария размещается в здании бывшей больницы, расположенной к западу от стен лавры, и связана с лаврой переходом.
В середине 1980-х были построены новый актовый зал академии и деревянный спальный корпус. Пожар 28 сентября 1986 года уничтожил деревянный корпус, вызвал обрушение перекрытия актового зала и угрожал зданию «чертогов». Однако сооружения дореволюционной постройки удалось отстоять от огня. Жертвой пожара стали пятеро воспитанников Московской духовной семинарии.

## Современная жизнь обители

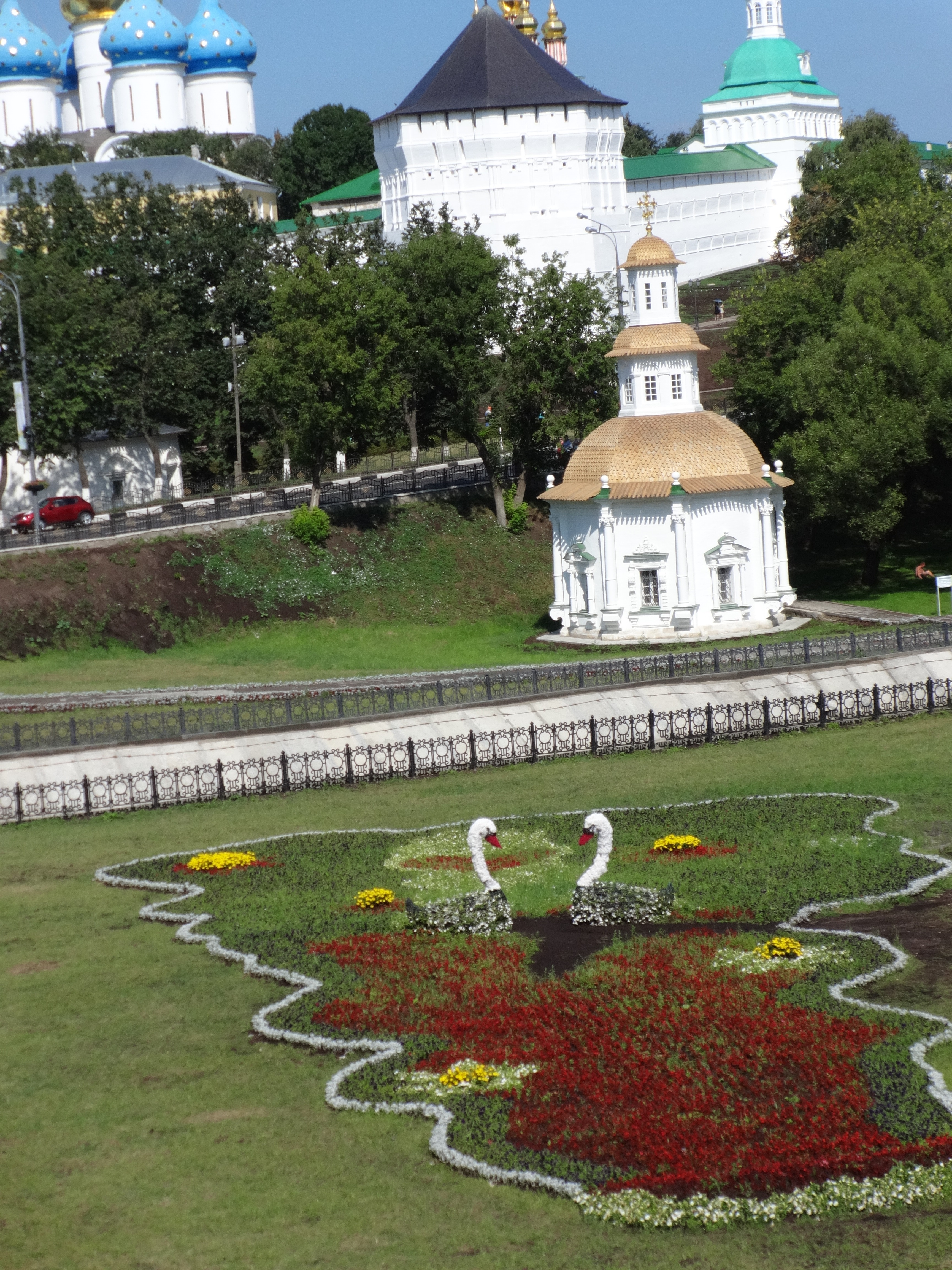
Вид на Пятницкую надкладезную часовню Троице-Сергиевой лавры

Братия лавры насчитывает около 200 монахов.
Наместник лавры с 2023 — епископ Кирилл (Зинковский), сменивший епископа Фому (Демчука). Согласно Уставу Русской православной церкви, священноархимандритом Троице-Сергиевой лавры является Патриарх Московский и всея Руси.
Коллегиальный орган управления — Духовный собор лавры (с 1897 года).
В монастыре действует православное издательство (Патриарший издательско-полиграфический центр Свято-Троицкой Сергиевой лавры) и паломнический центр, регулярно проводятся экскурсии для посетителей.

## Галерея

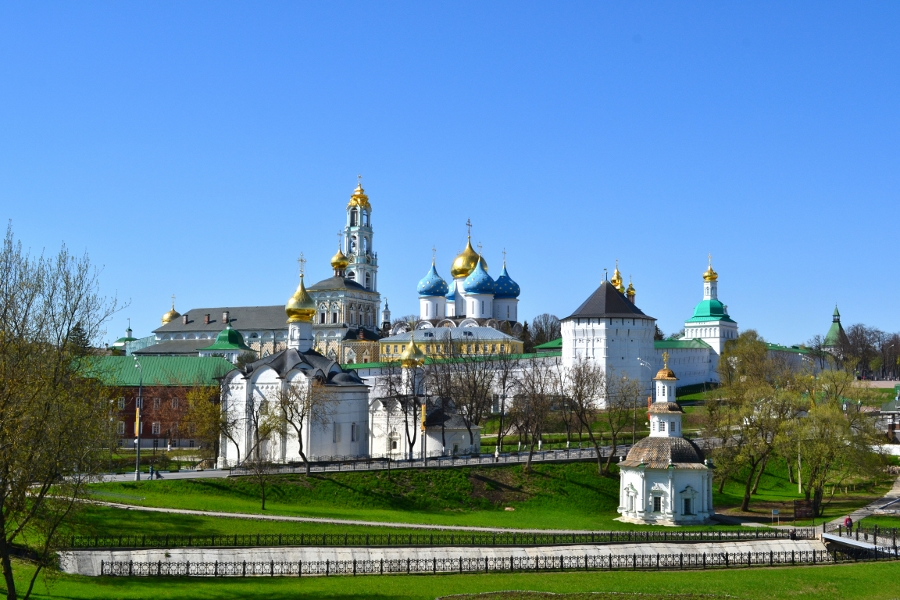
Вид на Троице-Сергиеву лавру со смотровой площадки
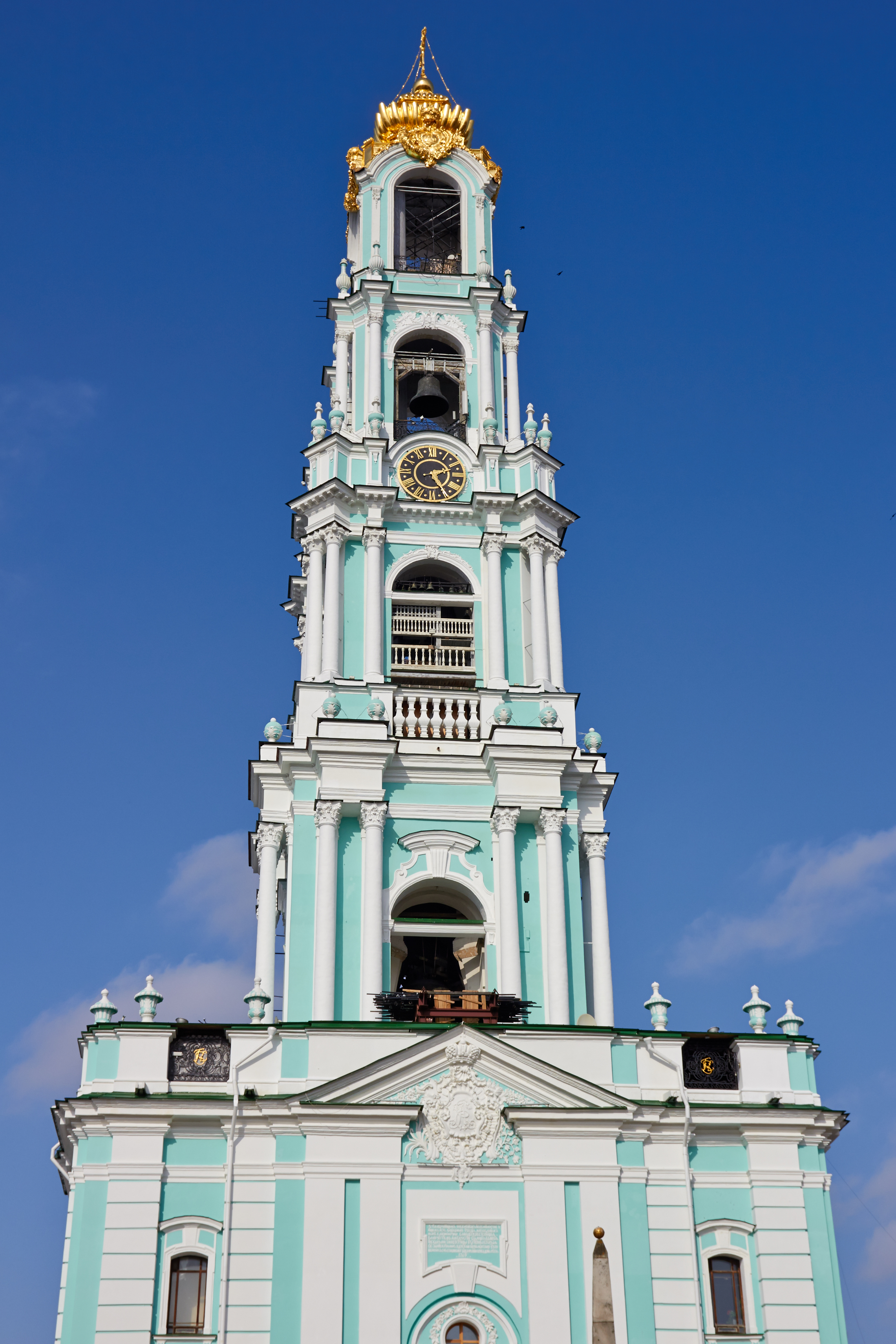
Колокольня (1740—1770)
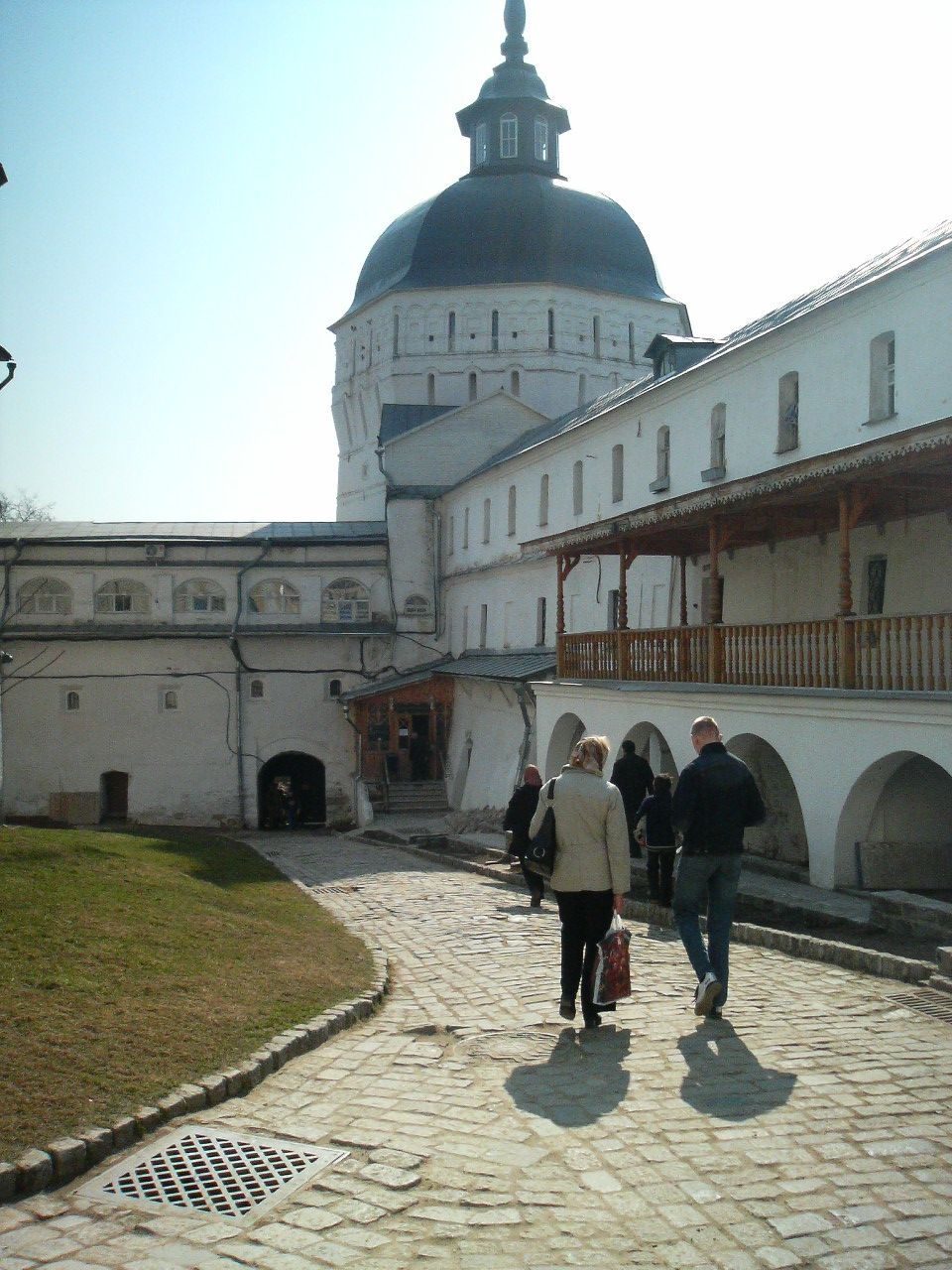
Водяная башня и Водяные ворота
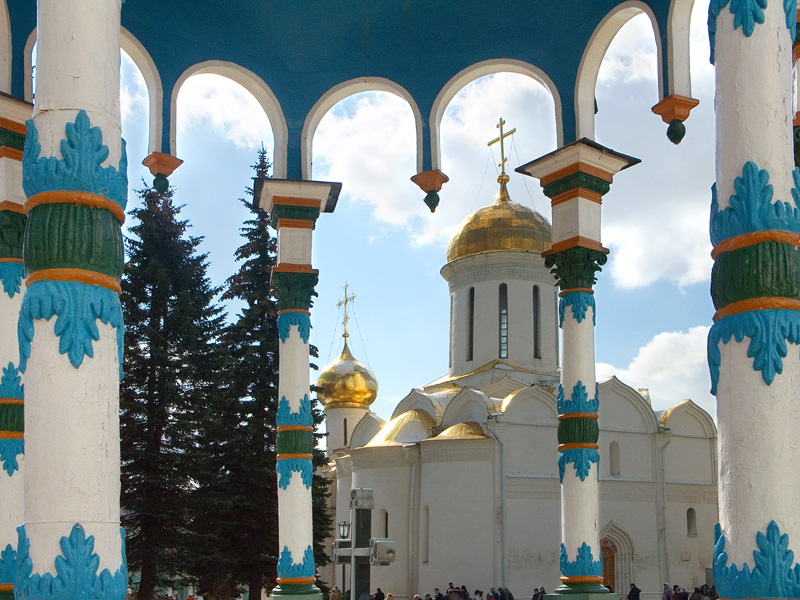
Собор Троицы Живоначальной
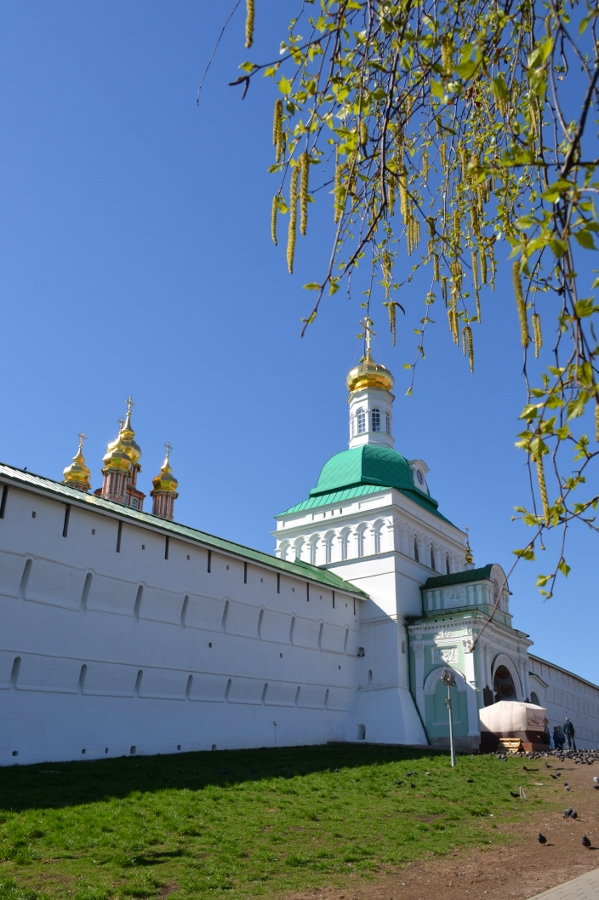
Красная башня
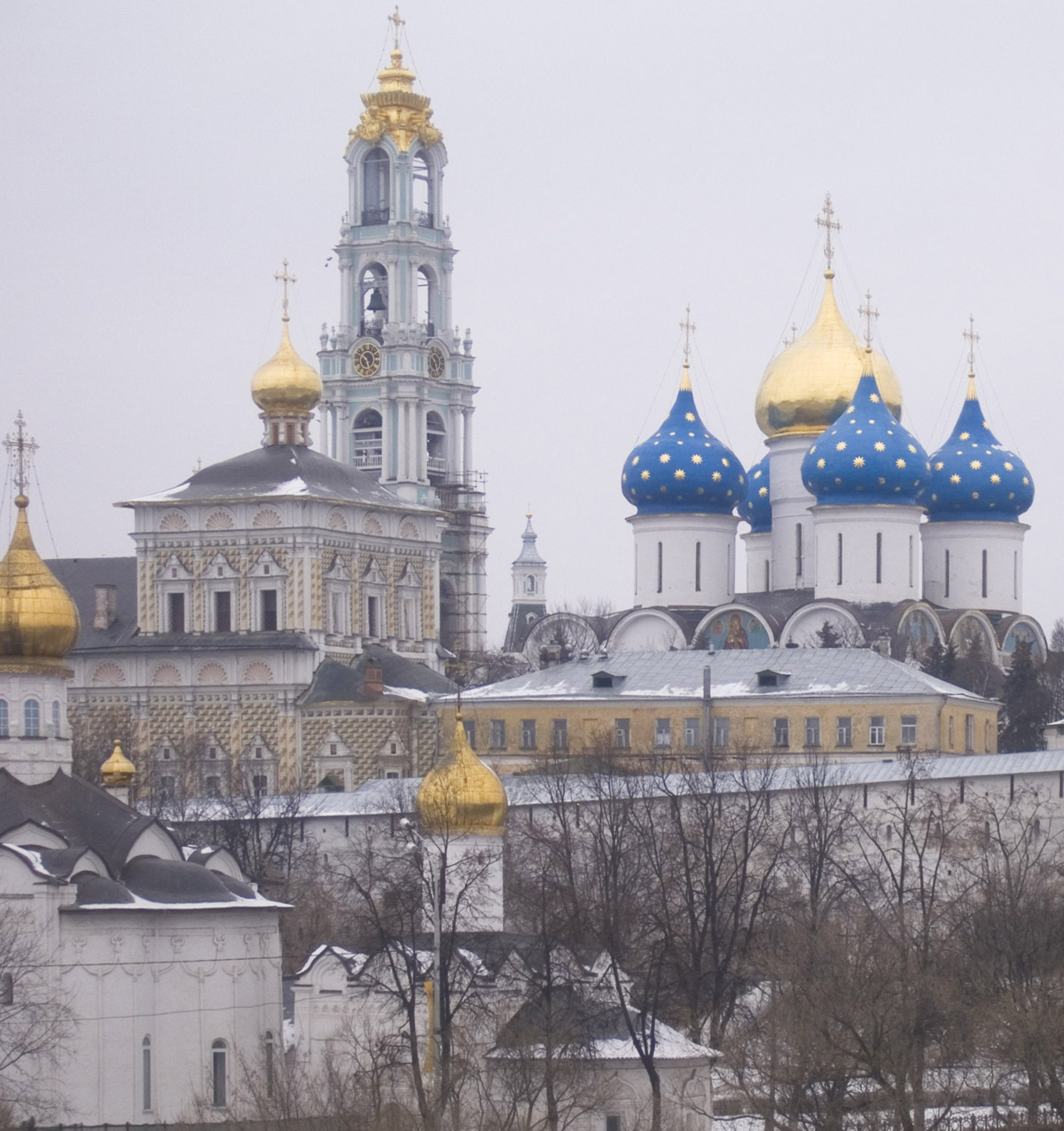
Вид на Троице-Сергиеву лавру зимой
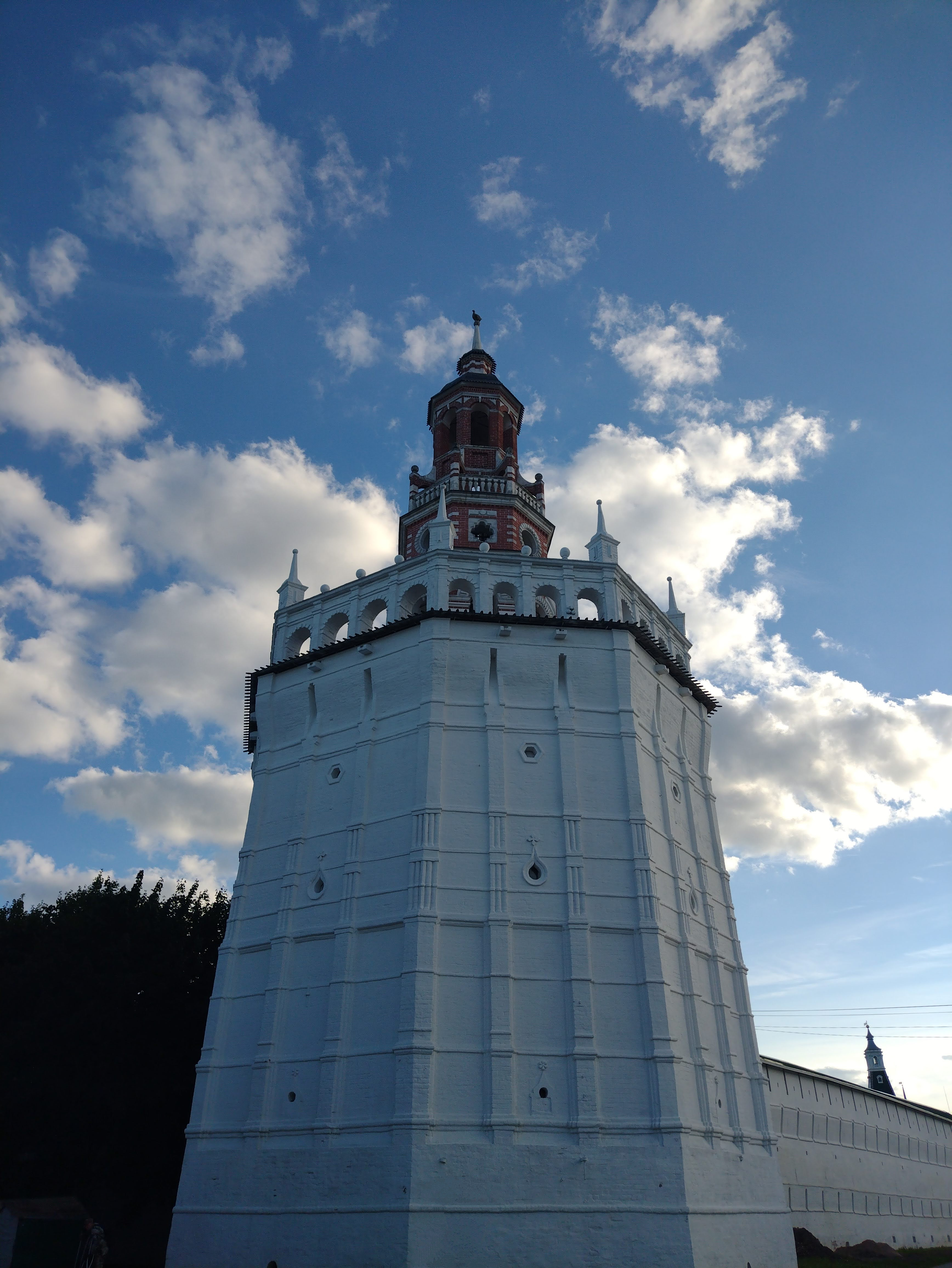
Уточья башня (1650)
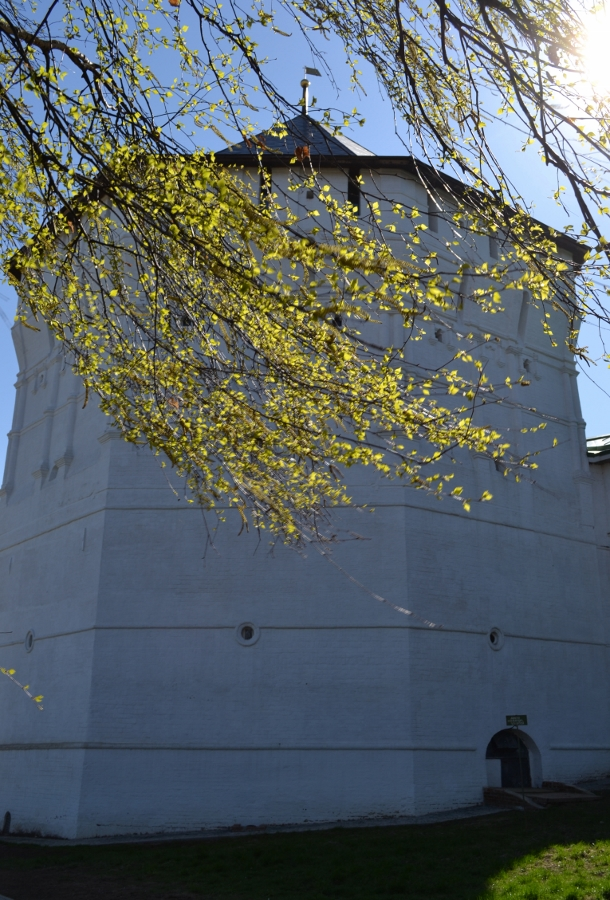
Пятницкая башня (1640)
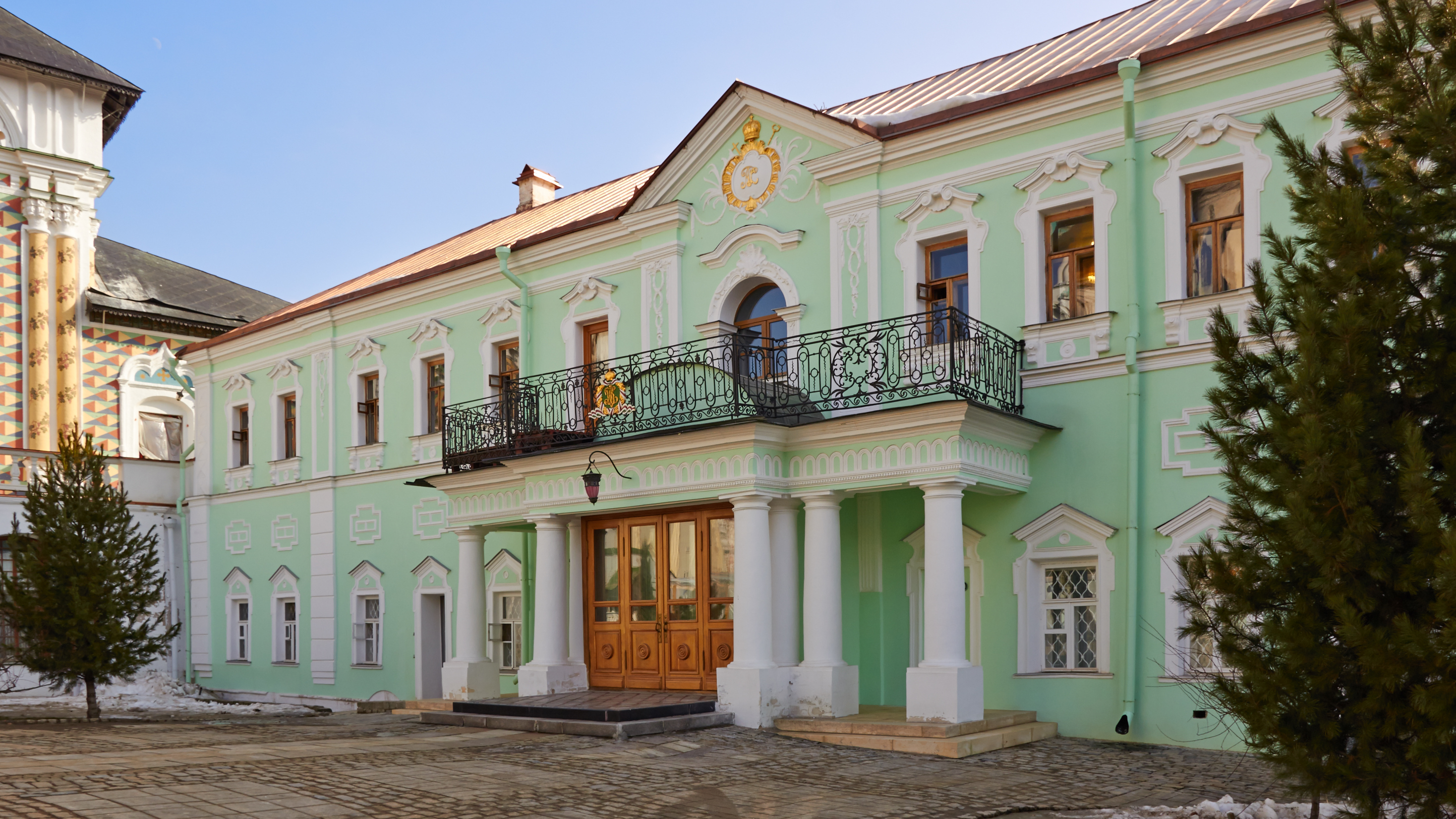
Патриаршие покои
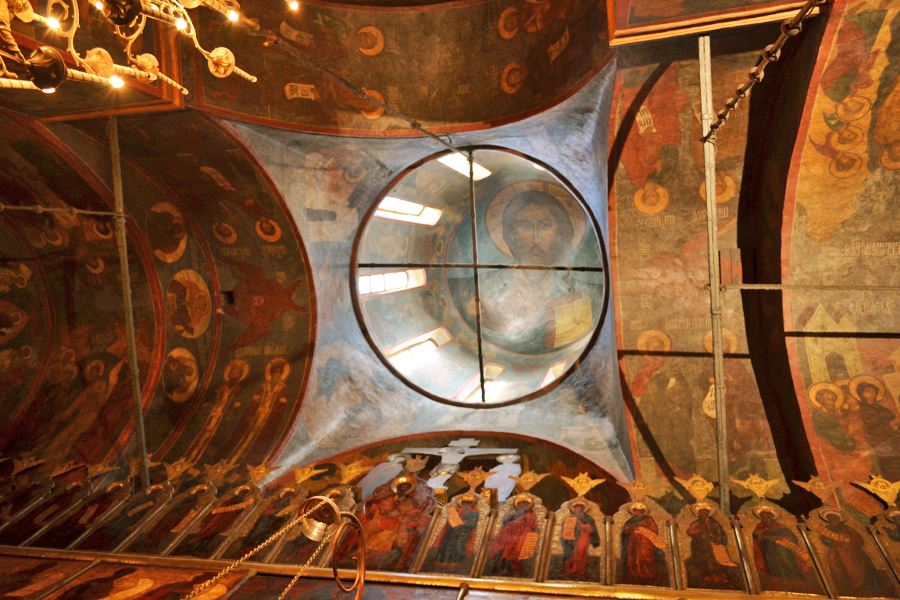
Свод Троицкого собора
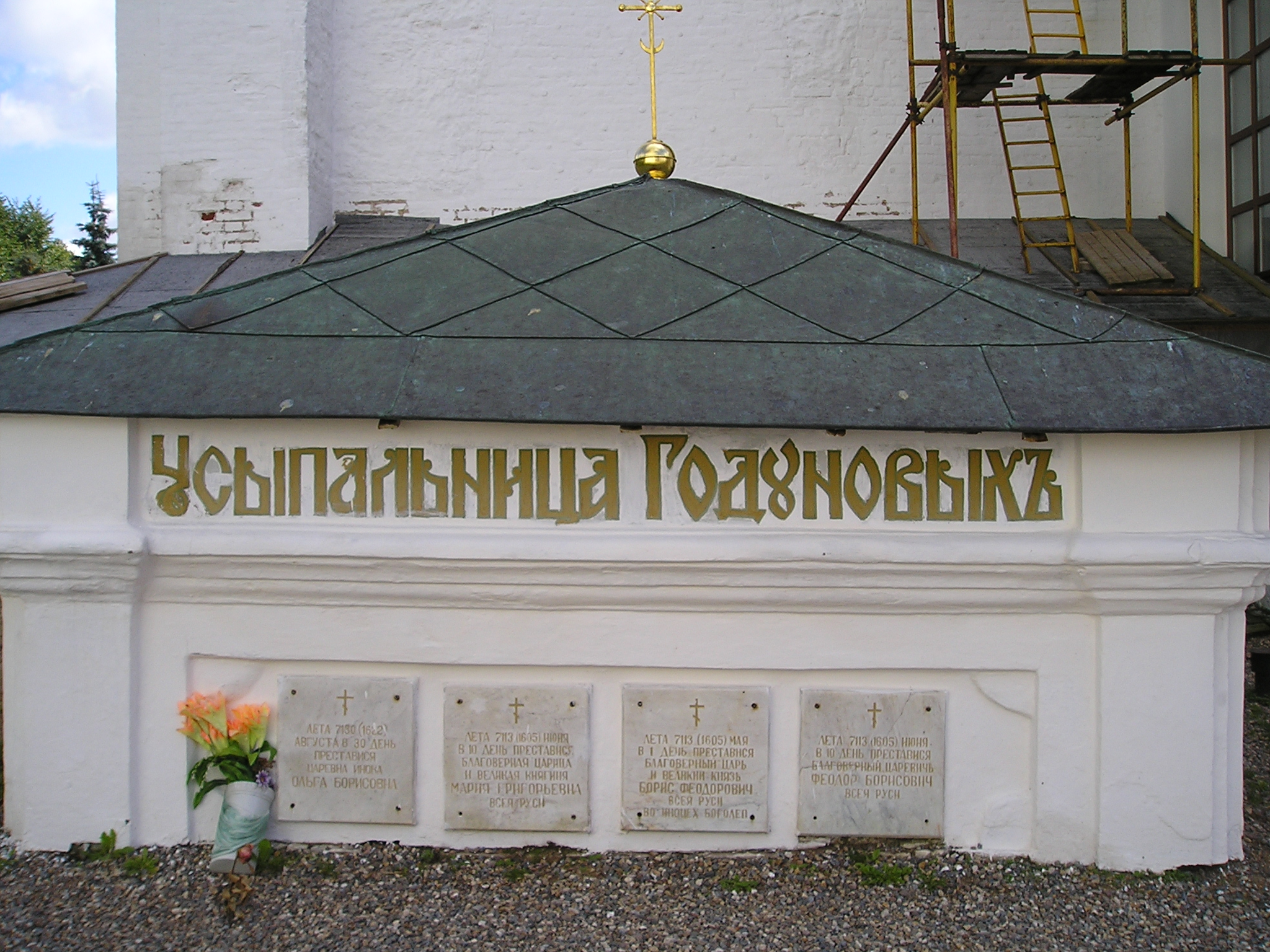
Усыпальница Годуновых
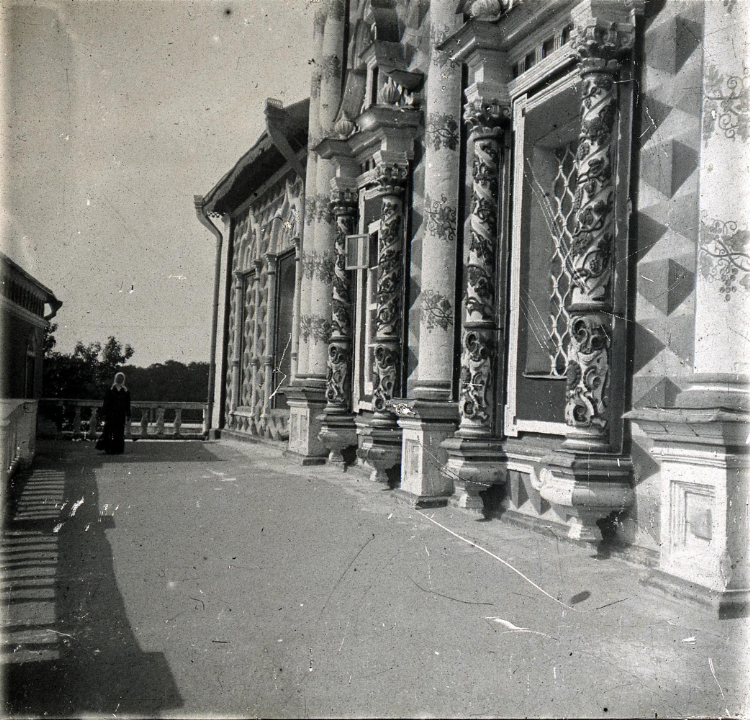
Галерея Трапезной церкви. Западный фасад. 1913 г.

## Скиты и подворья Троице-Сергиевой лавры

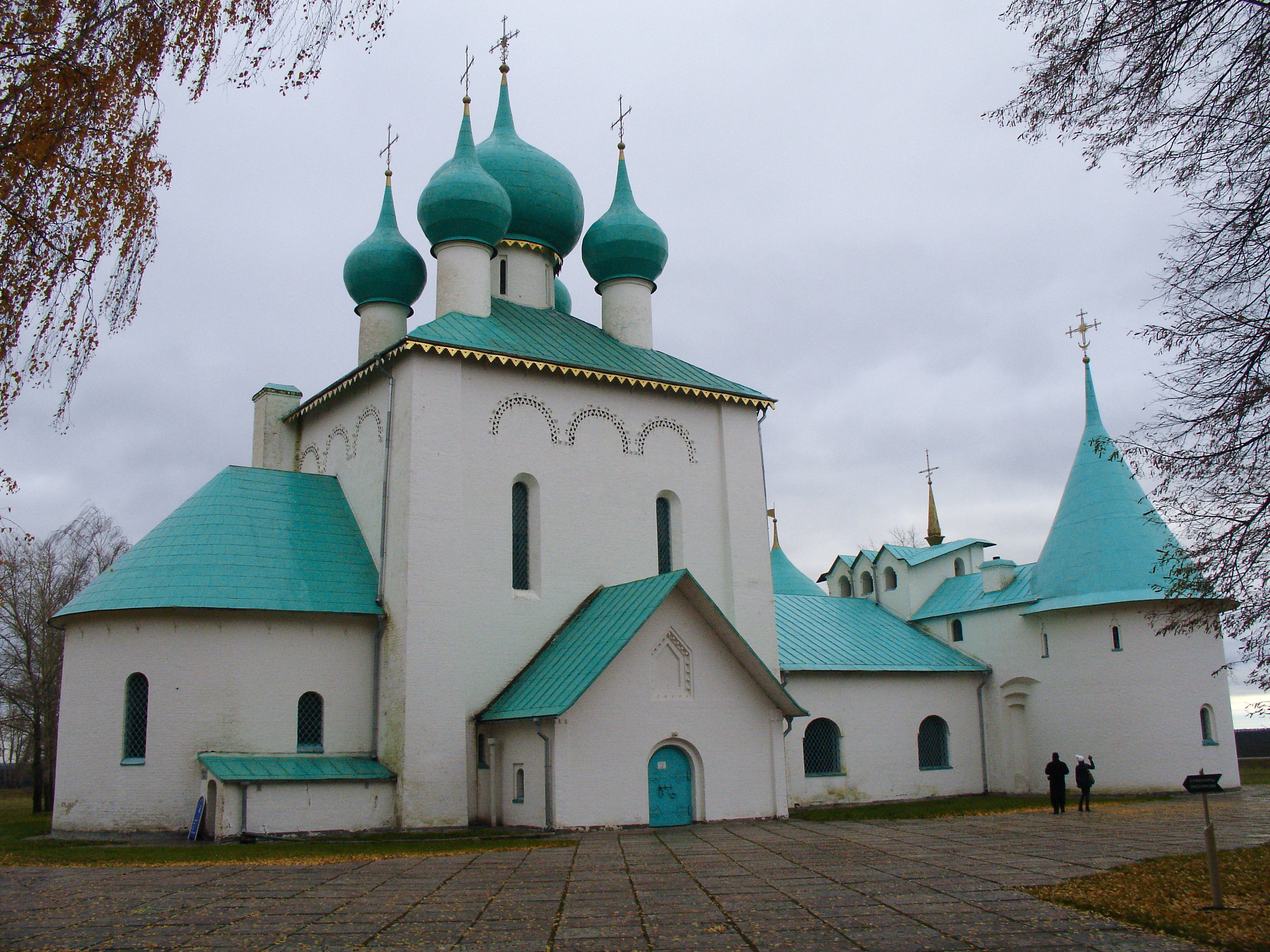
Храм Сергия Радонежского на Куликовом поле

В разное время Троице-Сергиевой лавре принадлежало несколько скитов и подворий:
- Гефсиманский скит
- Пустынь Святого Параклита
- Скит Киновия
- Спасо-Вифанский монастырь
- Храм Сергия Радонежского на Куликовом поле
- Черниговский скит
- Андреевский скит[111]
- Церковь Святой Троицы (Антарктика)
- Троицкое подворье — московское подворье Свято-Троицкой Сергиевой лавры[112]
- Подворье в Санкт-Петербурге (набережная реки Фонтанки, 44). В настоящее время в здании располагается публичная библиотека им. В. В. Маяковского.
- Церковь Усекновения Главы Иоанна Предтечи (Солослово, Горки-8, Одинцовский район Московской области)
- Воскресенское подворье. Храм Воскресения Христова с приделом Святых Апостолов Петра и Павла в Сергиевом Посаде (сооружена в 1820 году в память о героических защитниках Троицкого монастыря в годы осады 1608—1610), на улице 1-й Ударной армии, 17[113][114].
- Храм Спаса Всемилостивого в Сергиевом Посаде — деревянная церковь, построенная в 2013—2014 годах[115]. Освящена 27 июля 2019 года наместником Троице-Сергиевой лавры епископом Сергиево-Посадским Парамоном (Голубкой)[116].